# Ковпак, Сидор Артемьевич
Си́дор Арте́мьевич Ковпа́к (13 [25] мая 1887, Котельва, Харьковская губерния — 11 декабря 1967, Киев) — советский военный и государственный деятель. Генерал-майор (1943). Дважды Герой Советского Союза (1942, 1944).
В 1908―1912 и 1914―1917 годах служил в Русской императорской армии. Участник Первой мировой войны в составе 186-го Асландузского пехотного полка 47-й пехотной дивизии 16-го армейского корпуса. Ефрейтор.
В 1918 году организовал красный партизанский отряд, сражавшийся за установление Советской власти в Котелевской волости Ахтырского уезда Харьковской губернии.
С июля 1919 года служил на интендантских должностях в Рабоче-крестьянской Красной армии. После окончания Гражданской войны находился на военно-административной службе. С июля 1926 года полковой командир С. А. Ковпак в запасе по состоянию здоровья.
С июля 1926 года по декабрь 1939 года занимал ряд руководящих должностей в народном хозяйстве Украинской ССР. С января 1940 года по август 1941 года — председатель горисполкома Путивля.
В годы Великой Отечественной войны С. А. Ковпак — один из организаторов партизанского движения на Украине. Командовал партизанским отрядом в Спадщанском лесу, объединённым Путивльским партизанским отрядом и соединением партизанских отрядов Сумской области. Сторонник рейдовой тактики партизанской борьбы. Совершил два похода по северным районам Сумской области, рейды на Правобережную Украину и в Карпаты.
В декабре 1943 года отозван с должности командира партизанского соединения. С ноября 1944 года по март 1947 года — член Верховного суда Украинской ССР. С февраля 1946 года по декабрь 1967 года депутат Верховного Совета СССР 2—7 созывов. С февраля 1947 года по декабрь 1967 года депутат Верховного Совета Украинской ССР 2—7 созывов. С февраля 1947 года по апрель 1967 года — заместитель Председателя Верховного Совета УССР. С апреля 1967 года — член Президиума Верховного Совета УССР.
Член РКП(б)/ВКП(б)/КПСС с 1919 года. Делегат XIX―XXIII съездов Коммунистической партии Советского Союза.
Автор автобиографических мемуаров о партизанской борьбе на Украине.

## Биография

### Детство и юность

Запись в метрической книге о рождении С. А. Ковпака

Сидор (Исидор) Ковпак родился 25 мая (13 мая — по старому стилю) 1887 года (по другим данным 26 мая [7 июня] 1877) в слободе Котельва Котелевской волости Ахтырского уезда Харьковской губернии Российской империи (ныне посёлок городского типа Полтавского района Полтавской области Украины) в семье государственных крестьян Артемия Дмитриевича и Фёклы Евфимьевны Ковпаков. Украинец.
У Сидора было пять братьев — Иван, Семён, Фёдор, Дмитрий, Алексей, и три сестры — Марфа, Прасковья и Акулина. Ковпаки занимались хлебопашеством, но собственного земельного надела для нужд большой семьи не хватало. Артемий Дмитриевич вынужден был наниматься сезонным работником в хозяйства зажиточных крестьян и местных помещиков. Сидор с малых лет помогал отцу в поле.
Жили Ковпаки бедно. На всех детей в доме имелась лишь одна пара чёбот, поэтому зимой они почти не выходили на улицу. Долгие вечера коротали, слушая рассказы деда Дмитро, отслужившего в царской армии двадцать лет. Участнику Кавказской войны, Венгерского похода и обороны Севастополя было о чём рассказать своим внукам.
Восьми лет Сидор пошёл в церковно-приходскую школу. Учился хорошо и не раз удостаивался похвалы учителя, приходского священника отца Мелентия. Учитель настоятельно советовал подростку продолжать образование, но позволить себе этого Ковпаки не могли. В одиннадцать лет отец отдал Сидора в услужение местному купцу Фесаку «за харчи» .
Николай Павлович Фесак прежде служил волостным писарем, но затем сколотил состояние на торговле скобяными изделиями. Удачливый предприниматель, он был не только одним из самых богатых и уважаемых людей в Котельве, но и местным филантропом. Фесак жертвовал деньги на содержание церквей и помощь бедным, входил в состав попечителей земской школы, на собственные средства содержал слободскую пожарную команду. Да и одиннадцатилетнего подростка он взял в услужение не из нужды в работниках (их у Фесака было достаточно), а из желания помочь многодетной семье. Известно также, что когда у Ковпаков во время пожара сгорело жилище, Фесак на свои деньги купил строевой лес и помог поставить погорельцам новый дом.

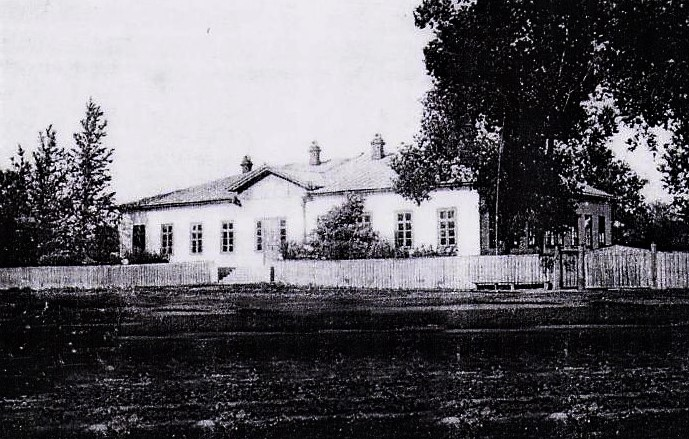
Котелевская сельская школа 2-го класса Министерства народного образования, в которой учился Ковпак в 1900―1904 годах

Попав к Фесаку, Сидор первое время был «мальчиком на побегушках»: выполнял различную работу по хозяйству, а также исполнял мелкие поручения хозяина и хозяйки. Своим трудолюбием и честностью скоро завоевал доверие Фесака. Купец стал брать его с собой в лавку и понемногу обучать торговому ремеслу. Зная о желании Сидора учиться, через год Фесак устроил его в министерскую школу сразу на второй год обучения, правда, от работы в лавке не освободил. С 14 лет Сидор уже самостоятельно стоял за кассой, а в семнадцать стал приказчиком. Одновременно возглавил слободскую пожарную дружину.
Сидор был увлечён лошадьми, поэтому по субботам, в единственный выходной, ездил к друзьям-цыганам, жившим общиной на окраине Котельвы. Здесь он освоил кузнечное ремесло, перенял цыганские хитрости по укрощению строптивых животных. В конюшне Фесака был норовистый конь, который не признавал никого, кроме Сидора. Молодой приказчик использовал его для поездок за товаром, и однажды конь спас ему жизнь. В тот день Сидор возвращался из Ахтырки и по дороге подвергся нападению банды грабителей. Получил удар палкой по голове, но благодаря силе и выносливости коня на тяжелогружённой бричке сумел оторваться от преследования. Так конь спас своего хозяина, а Сидор спас хозяйское добро.
Из-за этого случая Ковпак едва не стал зятем Фесака. Единственный сын и наследник купца, Михаил, не интересовался торговлей. Окончив университет, он уехал на Кавказ, где работал в лесничестве. К тому же в университете Михаил увлёкся леворадикальными идеями. Фесак был уже немолод, и всё это заставило купца задуматься о том, кто продолжит его дело. Выбор пал на Сидора Ковпака, и он предложил приказчику жениться на своей старшей дочери. Однако Сидор был влюблён в младшую дочь хозяина Анастасию, поэтому медлил с ответом. Свадьба так и не состоялась. 1 сентября 1908 года Сидора Ковпака призвали в армию.
Действительную службу Ковпак проходил в Саратове рядовым 186-го Асландузского резервного батальона, который в 1910 году был переформирован в 186-й Асландузский пехотный полк. Демобилизовавшись в июне 1912 года, остался в городе. Устроился сначала в артель портовых грузчиков-крючников, но проработав там два месяца, из-за конфликта с артельщиками вынужден был перейти чернорабочим в трамвайные мастерские Бельгийского акционерного общества «Взаимная компания трамваев». Работа была ночная, и Ковпак скоро нашёл дневную подработку, устроившись молотобойцем к одному из местных кузнецов-ремесленников. Однако обустроить свою жизнь в Саратове, обзавестись собственным жильём, хозяйством и семьёй ему помешала Первая мировая война.

### Первая мировая война
28 июля 1914 года Сидор Ковпак был мобилизован в Русскую императорскую армию. Его определили в тот же 186-й Асландузский пехотный полк, к которому он был приписан по окончании действительной военной службы. С 10 августа 1914 года воевал на Юго-Западном фронте. Участник битвы при Краснике. В ходе трёхдневного сражения 186-й пехотный полк понёс тяжёлые потери. По воспоминаниям Ковпака, в строю осталось только 120 человек низших чинов и несколько офицеров. Аналогичные потери понесла вся 47-я дивизия, и её отвели на переформирование в район Ивангородской крепости. Здесь Ковпака, как грамотного, временно зачислили в команду полковой связи. Но на фронт он вернулся уже разведчиком.
Неоднократно ефрейтор Ковпак ходил на передний край противника и за линию фронта, выявлял огневые точки, дислокацию частей, захватывал языков. За мужество и отвагу был награждён Георгиевскими крестами III и IV степеней, двумя Георгиевскими медалями. Одну из наград ему вручил император Николай II во время визита на фронт в апреле 1915 года. В то время, по выражению самого Ковпака, он воевал добросовестно и был готов отдать жизнь за царя и Отечество. В кампаниях 1915 и 1916 годов он сражался в Карпатах, пережил Великое отступление, участвовал в Брусиловском прорыве, в ходе которого русские войска Юго-Западного фронта нанесли сокрушительное поражение австро-венгерской армии. Разочарование наступило осенью 1916 года. В своих воспоминаниях Сидор Артемьевич писал:

Царские генералы не сумели закрепить и развить добытые большой кровью успехи. Не были подтянуты резервы, не подвезены боеприпасы, продовольствие. Враг получил возможность перегруппировать свои силы, и наше наступление захлебнулось. Подойдя в Карпатах к Кэлиманскому перевалу, мы остановились. У солдат передовых частей не хватало боеприпасов, они голодали, были кое-как одеты и обуты, однако больше двух недель отбивали яростные атаки врага. Каково же было наше возмущение, когда при отступлении мы увидели на тыловых базах большие запасы муки, масла, консервов и других продуктов, боеприпасы, вооружение и обмундирование.
После Февральской революции реальную власть в воинских частях стали приобретать солдатские комитеты. В 186-м пехотном полку наибольшей поддержкой пользовались большевики, которые стали ядром полкового солдатского комитета. Летом 1917 года в число комитетчиков был избран и сочувствовавший большевикам Сидор Ковпак. Одновременно назначен начальником связи полка.
В июне 1917 года полковые солдатские комитеты и дивизионные собрания приняли решение не участвовать в летнем наступлении Керенского. 47-я дивизия самовольно покинула позиции и отошла к станции Окница. Солдатские комитеты потребовали немедленной демобилизации личного состава и отправки по домам. Переговоры между командованием 8-й армии и мятежной дивизией результатов не принесли, и в августе 1917 года генерал Щербачёв бросил на подавление мятежа части, снятые с Румынского фронта. После четырёхдневных боёв полковые солдатские комитеты приняли решение разделиться на мелкие группы и разойтись. В одну ночь 47-я пехотная дивизия перестала существовать.

### Командир Котелевского партизанского отряда
Несколько месяцев понадобилось Ковпаку чтобы добраться до Котельвы. Власть на Украине в это время захватила Центральная Рада, и все дороги были перекрыты гайдамаками, ловившими бежавших с фронта дезертиров. Котельвой также управлял созданный от имени Центральной рады общественный комитет, поэтому Ковпаку пришлось скрываться. Дважды жандармы наведывались в дом Ковпаков в поисках дезертира, но оба раза Сидор успевал спрятаться на сеновале. От своих родственников Ковпак знал, что в слободе прячутся около 200 таких же, как он, бывших фронтовиков. Через отца и брата Алексея он установил связь с теми, кого знал лично. Через несколько дней в клуне Ковпаков состоялся подпольный сход односельчан-фронтовиков, на котором присутствовало около 15 человек. Подпольщики решили сформировать красный партизанский отряд для противостояния гайдамакам и установления Советской власти в Котельве. Командиром отряда был избран Сидор Ковпак, комиссаром — Г. Бородай.
В результате дальнейших переговоров численность Котелевского партизанского отряда возросла до 120 человек. Сбор партизан состоялся в лесу в пяти километрах от Котельвы. В одну из ночей они захватили почту, телеграф и волостное правление, разоружили местных жандармов. Общественный комитет был распущен. Утром того же дня партизаны созвали общий сход жителей слободы, на котором присутствовали около 10 000 человек. От имени красных партизан комиссар Бородай, опираясь на решения 1-го Всеукраинского съезда Советов, провозгласил установление на территории Котелевской волости Советской власти. На сходе был избран волостной ревком, председателем которого стал А. В. Радченко. Член ревкома Сидор Ковпак был избран председателем земельной комиссии, сохранив при этом пост командира отряда самообороны.
Деятельность Ковпака в должности председателя земельной комиссии носила популистский характер. Уступая настроению народа, требовавшего немедленного раздела земли, он отверг вполне разумные доводы некоторых членов комиссии, предлагавших провести предварительный учёт и оценку конфискуемых помещичьих, кулацких и церковных земель, выработать правила и критерии наделения земельными участками и прирезами, пригласить специалистов-землемеров. Единственным компромиссом стало решение о том, чтобы безземельным, вдовам и сиротам наделы выделялись в первую очередь. Вся земля была разделена на 40 больших участков, внутри которых избранные десятские должны были поделить её по своему усмотрению. Заседание земельной комиссии длилось всю ночь, а утром десятские пошли в поля устанавливать новые межевые знаки, хотя снег ещё не сошёл.
Продержалась Советская власть в Котелевской волости недолго. В результате немецкого наступления на Украине в конце марта 1918 года Котельва оказалась в оккупации. Ковпак со своим отрядом вынужден был уйти в лес. Чтобы обезопасить оставшиеся в слободе семьи, партизаны взяли заложников из числа местных зажиточных крестьян и духовенства. До января 1919 года отряд действовал в четырёхугольнике Полтава — Зеньков — Ахтырка — Краснокутск. Красные партизаны уничтожали небольшие отряды гайдамаков, петлюровцев и государственной стражи, перехватывали обозы с оружием и продовольствием, а также совершили несколько нападений на немецкие гарнизоны в окрестных сёлах. В январе 1919 года после успешного наступления Красной армии на Левобережной Украине Ковпак со своими людьми вернулся в Котельву. Был восстановлен ревком, продолжилось советское строительство. 29 мая 1919 года Сидор Ковпак, наряду с другими членами партизанского отряда, стал членом РКП(б). Однако уже в июне 1919 года в результате наступления Деникина котелевские партизаны вынуждены были отступить в Ахтырку, где соединились с отрядом А. Я. Пархоменко. Под натиском армии Юга России с боями отступали к Туле. Здесь отряд Ковпака влился в одно из подразделений Красной армии. Сам же Ковпак по дороге заболел сыпным тифом, и его санитарным эшелоном отправили в госпиталь в Саратов.

### Гражданская война
После лечения в госпитале в июле 1919 года Ковпак через Саратовский губком вступил в ряды Рабоче-крестьянской Красной армии. Его направили в Уральск, в штаб 25-й стрелковой дивизии. Здесь ещё не оправившегося от болезни бывшего красного партизана назначили заместителем командира оружейно-трофейной команды.
Должность была небоевая, но чрезвычайно ответственная. В то время промышленность Советской России ещё не могла в полной мере удовлетворить потребности армии. Снабжение воинских частей осуществлялось за счёт «местных ресурсов». В задачу команды Ковпака входил сбор оружия и боеприпасов, оставшихся на поле боя. Другим источником пополнения вооружения было изъятие оружия у уральского казачества. Дело это было опасное, поэтому команда была укомплектована опытными бойцами и рабочими уральских заводов. Ковпак лично руководил подобными операциями, проявляя при этом немалую прозорливость и находчивость. Не раз ему удавалось обнаруживать схроны с оружием в овинах, на чердаках, в спальнях купеческих дочерей, в церквях и подземных бункерах.
Заслугой команды Ковпака стало формирование в Чапаевской дивизии 17-го бронеотряда, основу которого составили захваченные у врага тяжёлый броневик «Гарфорд» и несколько манёвренных «Остинов». Своеобразным подарком трофейной команды раненному в бедро начдиву Чапаеву стал отбитый у белогвардейцев ярко-красный «Паккард». Успешная деятельность Ковпака в деле снабжения частей дивизии не осталась без внимания командования Туркестанского фронта. Неслучайно, когда в мае 1920 года 25-я стрелковая дивизия была переброшена на Юго-Западный фронт, его оставили в Уральске с задачей обеспечить сбор и отправку на Южный фронт оружия, боеприпасов и артиллерии.
Пока Ковпак готовился к отправке грузов, в Поволжье против большевиков поднял вооружённое восстание начдив Сапожков. 27 июня 8-й полк 1-й армии Правды под командованием комполка-8 Усова численностью до 2500 человек подступил к Уральску, намереваясь захватить город. На его защиту были мобилизованы все, кто мог держать оружие, в том числе и команда Ковпака. В обороне города решающую роль сыграла подготовленная трофейной командой к отправке тяжёлая артиллерия, непрерывный огонь которой наносил большие потери атакующим. Вечером того же дня коммунистический батальон особого назначения мощной контратакой обратил сапожковцев в бегство.
Уральск был удержан, и в сентябре 1920 года Ковпак и его бойцы эшелоном перебросили собранное вооружение на Украину. В штабе 6-й армии, куда прибыл Ковпак, его ждало новое задание: командарм К. А. Авксентьевский распорядился немедленно доставить всё оружие в части, которые вели подготовку к штурму Перекопа. Предстояло перевести большое количество грузов по бездорожью на 100 и более километров, что при отсутствии гужевого транспорта не представлялось возможным. Местное население прятало лошадей с повозками в днепровских плавнях, но Ковпак, уже имея большой опыт по реквизиции имущества, сумел мобилизовать для нужд армии двести пароконных подвод. Задача была «выполнена в срок, ценой работы до полного изнеможения».

### На военно-административной службе

Полковой командир Сидор Ковпак. 1926 год

В декабре 1920 года, после разгрома армии Врангеля в Крыму, Ковпак был направлен на обучение в Высшую стрелковую школу командного состава РККА. В июле 1921 года получил назначение на должность помощника Велико-Токмакского уездного военного комиссара, но уже скоро был утверждён в должности уездного военкома. В ноябре 1921 года Ковпак был переведён на должность военного комиссара Генического уезда.
Генический уездный военкомат создавался наспех. Здесь было немало случайных людей, незнакомых с военным делом, многие работники ни разу не участвовали в боях и плохо владели оружием. Ковпаку пришлось формировать службу заново. За короткий срок кадровый состав военкомата был усилен, что дало возможность продолжить борьбу с бандитизмом. Сводный отряд ЧОНа и народной милиции под командованием Ковпака весной 1922 года разгромил наиболее крупную в уезде банду, остатки которой бежали через Сиваш, а затем ликвидировал оставшиеся мелкие бандитские группировки. В марте 1923 года в ходе административно-территориальной реформы уезды были упразднены, и 25 мая Ковпак был переведён в Кривой Рог на должность помощника окружного военного комиссара. 19 октября 1924 года последовало повышение: он был назначен Павлоградским окружным военным комиссаром.
Около двух лет полковой командир Ковпак занимался выстраиванием новой системы воинского учёта в округе в ходе военной реформы 1924―1925 годов. Под его руководством были решены вопросы приписки и учёта военнообязанных, проведены очередные призывы на действительную военную службу, начата организация допризывной и вневойсковой подготовки населения. Ковпак, будучи человеком дотошным, часто лично беседовал с призывниками и определял для них место службы. Военкома сильно беспокоила почти поголовная неграмотность будущих воинов Красной армии. Учителей на курсах ликвидации безграмотности не хватало, и Ковпак привлёк к работе бывших командиров и специалистов РККА, состоявших в военкомате на воинском учёте.
Кроме исполнения обязанностей военкома член РКП(б) с 1919 года Сидор Ковпак вёл большую общественную работу. Являясь с конца 1924 года постоянным уполномоченным Павлоградского окружкома КП(б) Украины, он регулярно выезжал в сёла округа, вёл собрания, принимал жалобы населения, курировал деятельность комитетов бедноты. На местах его хорошо знали как представители местных органов власти, так и рядовые крестьяне. Поэтому, когда в Вербках, одном из крупнейших сёл округа, вспыхнул стихийный крестьянский бунт, вызванный снятием церковных колоколов, Ковпака направили туда для урегулирования ситуации. Приказав вернуть колокола на место и показательно арестовав виновного в самоуправстве председателя сельсовета И. Васильченко, Ковпак быстро утихомирил народ. И хотя его действия были показными (Васильченко скоро был отпущен, а колокола сняли через несколько месяцев, но уже «с согласия народа»), Ковпак прочно завоевал в Вербках репутацию народного заступника. Поэтому, когда в сентябре 1925 года в селе был организован колхоз имени В. И. Ленина, местные крестьяне единогласно избрали его председателем. Не оценить доверие народа и отказаться от должности Ковпак не мог, и вынужден был совмещать военный и гражданский посты, пока не нашёл себе достойную замену. Но и после этого по требованию колхозников он формально остался на должности заместителя нового председателя колхоза.

### На гражданской службе
В июне 1926 года в результате очередной административно-территориальной реформы Павлоградский округ был упразднён, а вместе с ним был расформирован и Павлоградский окружной военкомат. Новой должности Ковпак не получил. Из-за обострившегося ревматизма медицинская комиссия признала его негодным для дальнейшей воинской службы. 23 июня 1926 года Сидор Ковпак был уволен из армии, но остался в околовоенных структурах. Павлоградский райком партии направил его на должность директора Павлоградского военно-кооперативного хозяйства Днепропетровского закрытого военного кооператива.
Хозяйство, доставшееся Ковпаку, находилось в плачевном состоянии. Призванное обеспечивать павлоградский гарнизон продуктами питания, оно само постоянно нуждалось в помощи армии. Пахотные земли были в запущенном состоянии, лошади до того отощали, что некоторых из них приходилось подвешивать в стойлах на холщовых подхватах. В то же время заместитель, доставшийся Ковпаку от прежнего руководителя, бывший анархист и член банды Маруси-атаманши, за счёт кооператива обзавёлся огромным личным хозяйством, в котором местные работники трудились на положении батраков. Проверив бухгалтерские книги, Ковпак обнаружил многочисленные приписки, покрывавшие воровство, но выносить сор из избы не стал. Первым делом он снял зама с должности, перевёл его в конюхи и заставил передать кооперативу всё незаконно нажитое имущество. Затем провёл воспитательную работу среди сотрудников хозяйства. Прекратив воровство и заставив коллектив работать в полную силу, Ковпак постепенно вывел хозяйство из состояния банкротства в прибыль. К 1934 году его кооператив уже считался лучшим в районе.
В апреле 1934 года приказом начальника Управления военных кооперативов Украинского военного округа Ковпак был переведён на должность директора Путивльского военно-кооперативного хозяйства. В 1935 году кооператив был ликвидирован, а Ковпака назначили на должность начальника Путивльского дорожного районного отдела. В новой должности Сидор Ковпак вновь проявил себя как талантливый хозяйственник и организатор. Узким местом, тормозившим развитие Путивльского района, были дороги. Предприятиям города и районным колхозам особенно нужна была магистраль, связывающая Путивль с одноимённой железнодорожной станцией, находившейся в 25 километрах от города. Ковпак сразу взялся за решение этой проблемы, но ни в городском, ни в областном бюджетах денег на инфраструктурный проект не нашлось. Тогда Ковпак решил строить дорогу методом народной стройки. Он привлёк к реализации проекта партийно-комсомольский актив района, нашёл проектировщиков трассы, строительные материалы и необходимую технику. Непосредственно к строительным работам были привлечены дорожные бригады колхозов. В первый год не обошлось без трудностей — удалось замостить лишь один километр дороги. Но благодаря энергии и энтузиазму начальника дорожного отдела к строительству подключились практически все колхозы. В 1938 году было построено 5 километров дорожного полотна и начато строительство моста через Сейм. К осени 1939 года строительство дороги и моста было завершено.
Реализация значимого инфраструктурного проекта сделала Ковпака одним из самых популярных людей в районе. На местных выборах, состоявшихся 24 декабря 1939 года, Сидор Ковпак был избран депутатом одновременно городского и районного Советов депутатов трудящихся. 1 января 1940 года он был освобождён от должности начальника Путивльского дорожного районного отдела и 2 января на первой сессии Путивльского городского совета избран председателем Путивльского городского исполнительного комитета.

### Глава Путивля
Довоенный Путивль был небольшим провинциальным городом с населением около 7000 человек. Промышленное производство было развито слабо: в городе имелось два завода — плодоконсервный и маслобойный, машинно-транспортная станция, мельница и несколько мелких предприятий. С культурой и образованием дела обстояли лучше: пять школ (три средние, одна семилетняя и одна зооветеринарная), два училища механизации сельского хозяйства, педагогическое училище, плодоовощной техникум, две библиотеки, кинотеатр, Дом пионеров, Дом учителя и краеведческий музей. Проблем в городе хватало: жилищный фонд находился в запущенном состоянии, водопровод отсутствовал, улицы были завалены мусором, общественного транспорта не было, электросети обветшали настолько, что при малейшем ветре половина города оставалась без электричества.
Виновными в таком положении дел Ковпак считал некомпетентных чиновников городской администрации. Свою деятельность на посту главы города он начал с того, что основательно перетряхнул кадровый состав горисполкома: многие сотрудники были уволены или понижены в должности, их место заняли люди, которых Ковпак хорошо знал и доверял. Была введена жёсткая дисциплина, каждому сотруднику чётко определён круг обязанностей. Правилом стали ежедневные производственные совещания, на которых чиновники отчитывались перед градоначальником о выполнении постановлений горисполкома.
Особое внимание Ковпак уделил работе с жалобами и предложениями горожан. По его требованию ни одно письмо или обращение не должно было остаться без ответа, причём ответ должен быть дан по существу вопроса и в срок не позднее десяти дней с момента обращения. Главной заботой Ковпака в первый год стал ремонт жилищного фонда. Уже зимой 1940 года специальная комиссия провела оценку состояния каждого жилого дома и разработала план ремонта жилья, который был утверждён на заседании горисполкома. Денег для реализации плана в городской казне не хватало, и Ковпак опять обратился за помощью к партийно-комсомольскому активу города, студентам и старшим школьникам. Весной в городе были организованы производство гвоздей, кирпича, извести, добыча камня и мела. В течение лета благодаря общим усилиям план ремонта жилья был существенно перевыполнен. Уже ранней весной началось благоустройство города. Были проведены субботники по уборке улиц, по инициативе Ковпака на месте бывшей базарной площади был разбит парк из фруктовых и декоративных деревьев. Перед самой войной в парке был установлен памятник В. И. Ленину. Несколько тысяч деревьев были высажены вдоль городских улиц. Ковпак немало сделал и для развития промышленного сектора города. При нём в Путивле были открыты сапожная и портняжная мастерские, пекарня по выпечке кондитерских изделий и колбасный цех, организована транспортная артель.
У Ковпака было немало планов дальнейшего развития Путивля, но реализовать их помешала война.

### Подготовка к партизанской войне
Перед войной Ковпак, как и многие другие работники советской и партийной номенклатуры, прошёл подготовку по организации и ведению партизанской и подпольной борьбы в специальной школе ОГПУ. 3 июля 1941 года, после радиообращения И. В. Сталина к народу, решением Путивльского райкома партии был образован штаб по подготовке к партизанской войне. Решено было из партийно-советского актива и личного состава истребительного батальона, сформированного при совете Осоавиахима, создать в районе четыре партизанских отряда: в Спадщанском лесу под командованием С. А. Ковпака, в Новослободском лесу под командованием С. В. Руднева, в Монастырском лесу под командованием Черняка и в селе Литвиновичи под командованием председателя сельского совета Расторгуева.
В течение двух месяцев Ковпак в условиях строжайшей секретности готовил свою базу в Спадщанском лесу. Им было заготовлено несколько тонн продовольствия, различные хозяйственные принадлежности, одежда и обувь на сумму 221200 рублей в довоенных ценах. С вооружением дело обстояло хуже: в местном военкомате и на базе Осоавиахима нашлось лишь несколько старых винтовок. В местной каменоломне удалось раздобыть 750 килограммов аммонала, но он был непригоден для партизанских целей из-за отсутствия капсюлей и детонаторов. Всё собранное имущество под видом помощи Красной армии свозилось в здание горисполкома, а по ночам доверенные лица Ковпака на горисполкомовских лошадях вывозили его в лес. В труднодоступных местах Спадщанского лесного массива было обустроено 132 схрона. 20 августа 1941 года создание партизанской базы было завершено. С этого момента в лесу постоянно дежурил наблюдатель, ответственный за сохранность имущества. Благодаря принятым мерам конспирации схроны Ковпака, в отличие от закладок некоторых других партизанских отрядов, к моменту оккупации не были разграблены и на первое время позволили обеспечить продуктами питания не только постоянно растущий отряд, но также группы красноармейцев и командиров РККА, выходивших из окружения.
Путивльский райком партии и местный отдел НКВД, по свидетельству Ковпака, провалили всё дело. В случае оккупации города немецкими войсками они в полном составе должны были перейти на нелегальное положение и взять на себя руководство партизанскими отрядами района. Однако при первой же бомбёжке города больше половины членов райкома и сотрудников госбезопасности бежали из города, остальные ушли с отступающими частями Красной армии. В итоге из четырёх партизанских отрядов к боевой деятельности приступили только два — Ковпака и Руднева. Из 120 коммунистов, приписанных к партизанским отрядам, в лес ушли только 39 человек. Таким образом, путивльские партизаны остались без единого руководства, без связи с центром и вынуждены были сами определять цели, стратегию и тактику партизанской борьбы.
В процессе подготовки к партизанской деятельности Ковпак наотрез отказался сотрудничать с местным органом государственной безопасности, что послужило поводом к его аресту. Старший лейтенант НКВД К. Сториков доносил: «…председатель Путивльского райисполкома Ковпак, проявляя трусость и бесхарактерность, срывет решения партии и правительства об организации партизанских отрядов… Формирование отряда под командованием товарища Ковпака сорвано, базы не созданы, личный состав не насчитывает и 10 человек. От всех предложенных нами кандидатур категорически отказывается и в отряд не берёт. Ходатайствую об аресте Ковпака для проведения разбирательств». Однако руководитель местного отдела НКВД, с которым Ковпак был дружен, предупредил его о предстоящем аресте. Ковпаку пришлось несколько дней прятаться в лесу, пока сотрудники НКВД не покинули Путивль. После этого Ковпак вернулся в город.
В конце августа — начале сентября 1941 года Ковпак занимался организацией эвакуации населения, городских организаций и учреждений. К 6 сентября он остался единственным представителем власти в городе. 8 сентября на партизанскую базу в Спадщанском лесу ушла его группа в количестве 9 человек. Ковпак оставался в Путивле до 10 сентября и покинул его вечером, когда передовые части вермахта уже входили в город. Однако в лесу партизанский командир заблудился. Только утром 20 сентября он пришёл в лагерь, но не один, а с группой из 4 минёров и отрядом из 28 бойцов 5-й воздушно-десантной бригады под командованием сержанта Фёдора Карпенко. Таким образом, численность отряда Ковпака составила 42 человека, на вооружении которого было 36 винтовок с 20 патронами на каждую, 6 автоматов с неполными дисками и 8 гранат.

### Начало партизанской деятельности

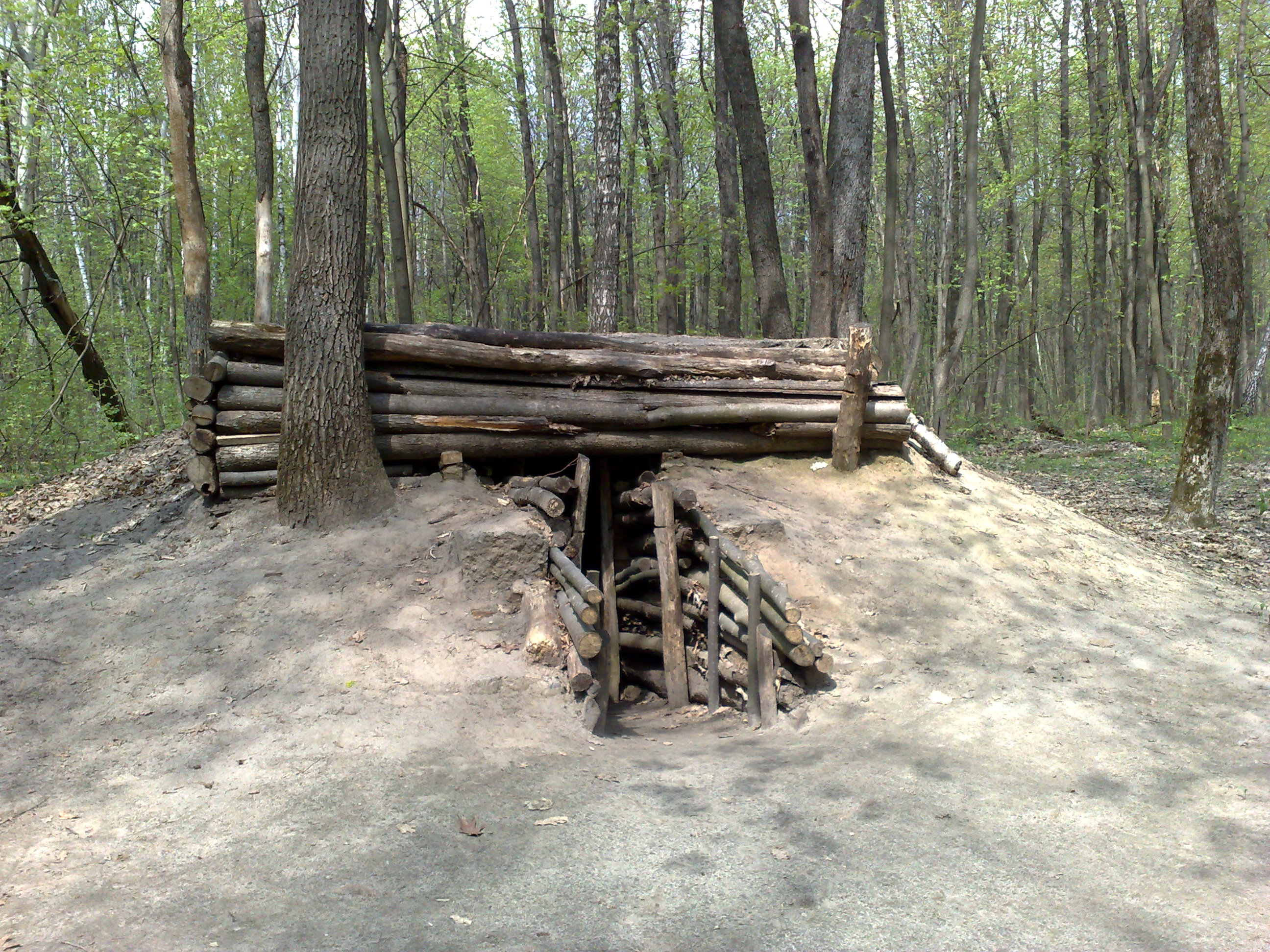
Одна из партизанских землянок в Спадщанском лесу

Первоначально в Путивльском партизанском отряде не было единства. В приказе № 1 от 22 сентября 1941 года Ковпак вынужден был зафиксировать как факт его разделение на две группы — гражданских и военных, так как последние не хотели смешиваться с гражданскими из опасения, что в бою гражданские их подведут. Однако уже первые боевые операции сплотили коллектив. К боевой деятельности отряд приступил 28 сентября 1941 года. Партизаны начали с устройства засад и минирования дорог. Для диверсионной работы были использованы усиленные аммоналом противотанковые мины, снятые с минных полей, оставленных отступающими частями Красной Армии. Для проведения диверсий в отряде были сформированы две оперативные группы, состоявшие из разведчиков и минёров. Диверсионной работой был охвачен район по обоим берегам Сейма на расстоянии 15-20 километров от партизанской базы. 5 октября на дороге Конотоп — Кролевец подорвались две легковые машины, в которых погибли два высокопоставленных офицера вермахта. На дорогах из Путивля в Глухов и Рыльск за первую декаду октября было подорвало до десяти автомашин с грузами, захвачено до 10 000 патронов. Всего к середине октября ковпаковцы уничтожили 1 танк, 17 автомашин и 84 солдата и офицера противника.
С первых дней пребывания в отряде Ковпак озаботился обеспечением безопасности своей партизанской базы. Во всех местах возможного проникновения противника в лес были выставлены круглосуточные наблюдательные посты, в сёлах, прилегающих к Спадщанскому лесу, создана агентурная сеть. Тропы, ведущие к базовому лагерю, были заминированы. Появились у Ковпака свои люди и в Путивле. Через своих агентов он даже пытался завербовать назначенного немцами бургомистра, но тот отказался сотрудничать с партизанами. В конце сентября — начале октября 1941 года партизаны Ковпака активно занимались выводом из окружения солдат и командиров Красной армии. К 10 октября ими было обеспечено едой и переброшено через линию фронта около 500 человек.
Ковпак не был сторонником «самостийного» существования отряда. Напротив, он считал, что только координация действий партизан из единого центра может обеспечить эффективность партизанской борьбы, и публично высказывал недовольство отсутствием общего руководства партизанским движением. В октябре 1941 года он попытался установить контакт с Управлением НКВД Украины, отправив в Харьков вместе с выходившим из Киевского котла начальником 4-го Управления НКВД УССР подполковником И. М. Любитовым партизана-разведчика А. И. Коренева. Последний должен был встретиться с Сергиенко или Строкачом, добиться установления прочных связей, предоставления рации и радистов. Однако органы государственной безопасности не проявили особого интереса к отряду Ковпака, и Коренев вынужден был вернуться ни с чем.

### Формирование Путивльского объединённого отряда
Первые месяцы оккупации Украины были отмечены ростом партизанского движения. По данным ЦК КП(б)У на 1 октября 1941 года в украинских лесах действовало 738 партизанских отрядов и 191 диверсионно-разведывательная группа. Общая численность партизан составила 27,6 тысяч бойцов. Основные их силы были сосредоточены на Левобережной Украине в лесных массивах Черниговской и Сумской областей. Отряды были малочисленными (в среднем до 40-60 человек), плохо вооружены и действовали разрозненно. Тем не менее, их подрывная деятельность вызвала озабоченность оккупационных властей. 16 сентября 1941 года вышел приказ начальника штаба Верховного главнокомандования вермахта генерал-фельдмаршала В. Кейтеля о подавлении коммунистического повстанческого движения, предписывающий жёсткие репрессивные меры как в отношении партизан, так и их пособников из числа гражданского населения.
Ковпак почувствовал перемену в обстановке уже 10 октября, когда окружающие Спадщанский лес сёла были заняты отрядами вспомогательной полиции, сформированной из местных коллаборационистов. На дорогах появились усиленные патрули, а объекты инфраструктуры были взяты оккупационными властями под охрану. По сообщениям информаторов в Путивль стали прибывать армейские части для борьбы с партизанами. Складывающаяся ситуация требовала объединения малочисленных и разрозненных партизанских отрядов в более крупное партизанское соединение, которое могло бы успешно противостоять карателям и проводить крупные операции. Эта работа Сумским обкомом КП(б)У была возложена на председателя Путивльского подпольного райкома партии И. И. Высоцкого. Но 16 октября он подорвался на мине, тяжелораненый был схвачен немцами и расстрелян. Решать вопрос об объединении партизанских отрядов пришлось Ковпаку.
Создание Путивльского объединённого партизанского отряда началось с присоединения малочисленных партизанских отрядов, оказавшихся неподготовленными к партизанской войне. Ещё 27 сентября в отряд Ковпака влился Конотопский партизанский отряд в количестве 6 человек. Вечером того же дня предложение Ковпака об объединении приняла группа партизан из села Воргол, численностью 5 человек. 17 октября в Спадщанский лес пришёл отряд Семёна Руднева, база которого в Новослободском лесу была разграблена. Встреча партизан состоялась на следующий день. Договорённость об объединении отрядов была достигнута на условиях, что Руднев станет комиссаром отряда, а его начальник штаба Г. Я. Базыма — начальником штаба объединённого отряда.
Вместе с отрядом Руднева в Спадщанский лес пришли две партизанские группы из Харькова под командованием Н. О. Воронцова и К. И. Погорелова общей численностью 27 человек, также оказавшиеся в тяжёлой ситуации. Однако харьковчане отказались присоединиться к Путивльскому отряду. Тем не менее, Ковпак распорядился выделить им продукты питания и предоставил базу недалеко от села Литвиновичи.
Создание Путивльского объединённого партизанского отряда было оформлено приказом № 22 от 18 октября 1941 года. Им же была утверждена его штатная структура. Соединение было разделено на 8 оперативных групп. Первая группа состояла исключительно из подрывников. В 7 и 8 группы были сведены бойцы и командиры харьковских отрядов, но при этом в приказе Ковпак вынужден был отметить, что Харьковский партизанский отряд сохраняет самостоятельность. В отдельные подразделения были выделены группа разведки и связи, на которую возлагалась связь со штабом и вывод оперативных групп на место выполнения оперативных заданий и разведку противника, и хозяйственная часть, в задачи которой входили обеспечение партизанского отряда продуктами питания, боеприпасами, а также учёт всего имущества. Позднее, 27 октября, была также сформирована санчасть. Общая численность Путивльского объединённого отряда с учётом харьковчан на момент формирования составила 131 человек.
Утром 19 октября в Спадщанском лесу состоялись переговоры командования Путивльского и Харьковского отрядов с представителями партизан Шалыгинского и Глуховского районов. Разговор был трудным. Все понимали необходимость объединения, но никто из командиров не хотел терять независимости. Особенно противился объединению отряд харьковчан. На встрече удалось договориться лишь о координации действий.

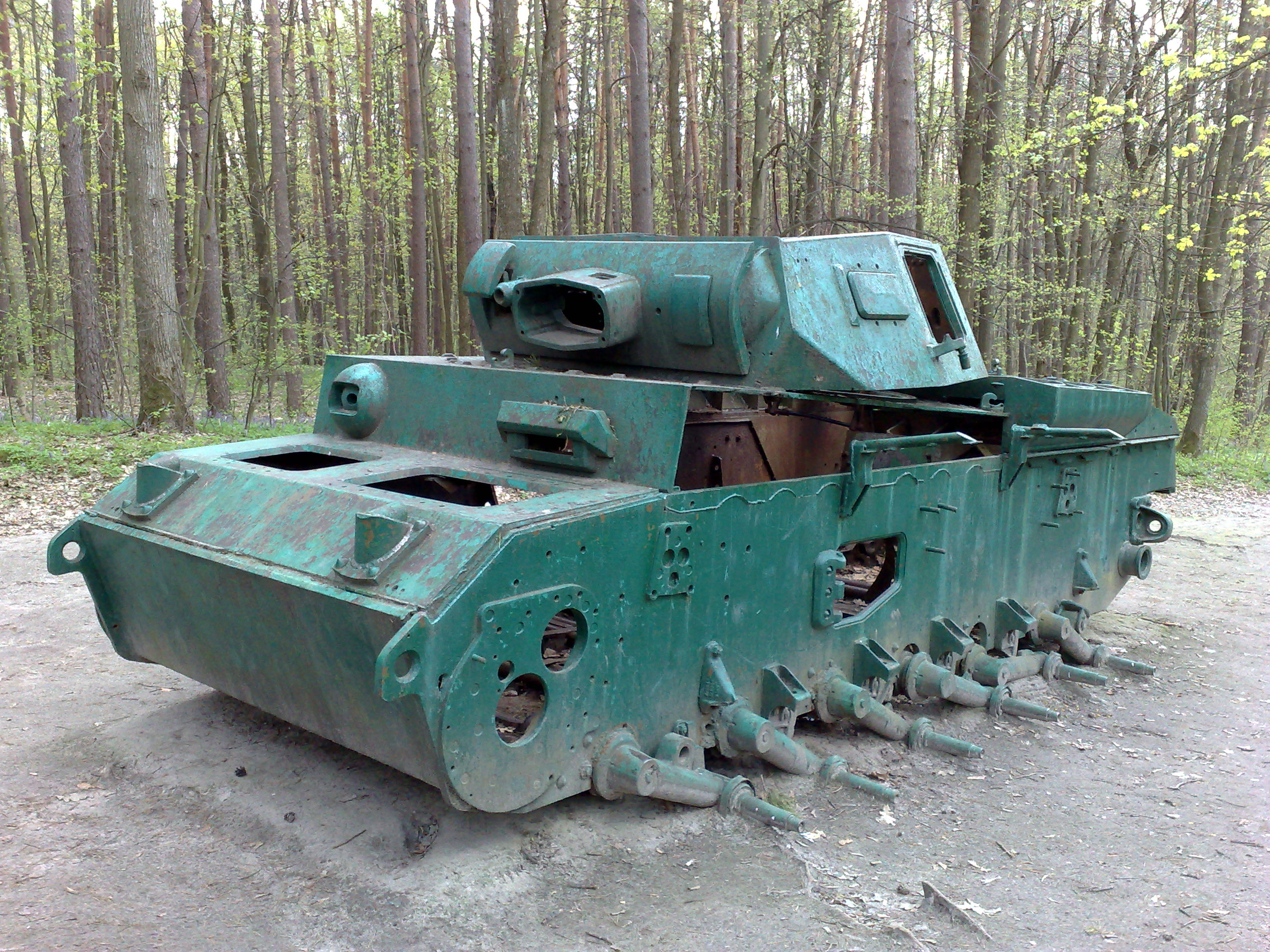
Остов танка Pz.Kpfw. III, стоявшего на вооружении отряда Ковпака в 1941 году

19 и 20 октября ковпаковцы отразили первые атаки карателей. В этих боях немцы потеряли на партизанских минах 3 танка. Ещё один Т-3, брошенный ими в лесу с повреждённой гусеницей, был отремонтирован партизанами и взят на вооружение отряда. Воодушевлённый первым успехом, Ковпак решил закрепиться в Спадщанском лесу всерьёз и надолго. По его приказу были укреплены оборонительные позиции, усилена караульная служба, в окрестных сёлах проведена большая агитационная работа, благодаря чему отряд пополнился новыми добровольцами. Одновременно началась заготовка продовольствия на зиму.
26 октября ковпаковцы провели первую крупную операцию на коммуникациях. Были взорваны два моста через Сейм у села Пруды и два моста на Клевени у села Вязенка. У немцев ушло пять дней на их восстановление, но когда ремонтные работы были завершены, партизаны снова подорвали мосты у Вязенки. В ту же ночь, 31 октября, были уничтожены ещё два небольших моста на Клевени возле сёл Волокитино и Кагань.
Тактику активных партизанских действий, предложенную Ковпаком, не поддержали командиры других отрядов, считавших, что это приведёт лишь к усилению карательных операций. В ночь на 8 ноября, не предупредив никого, в Брянские леса ушёл Харьковский отряд. Следом в места прежней дислокации вернулся Глуховский отряд. Свой уход Кульбака объяснил тем, что «необходимо соблюдать конспирацию и сохранить людей до прихода Красной армии». Прервалась связь и с Шалыгинским партизанским отрядом. Таким образом, к началу крупной карательной операции путивляне остались в одиночестве. Для уничтожения отряда Ковпака немцы сосредоточили до 3000 солдат. Ждали только, когда с деревьев опадёт листва и установится снежный покров. Ковпак до последнего рассчитывал удержаться в Спадщанском лесу, но после тяжёлого боя в ночь с 1 на 2 декабря, чтобы сохранить людей для дальнейшей борьбы, вынужден был уйти в Хинельский лес. Позднее он подверг резкой критике тех командиров партизанских отрядов, которые ради собственной безопасности отказались от активной борьбы и предпочли отсиживаться в лесах и болотах.

### В Хинельском лесу
Совершив 160 километровый марш, 6 декабря отряд Ковпака остановился в селе Хвощовка Севского района Орловской области. После разведки местности партизаны организовали базу в посёлке Хинельского лесокомбината и сразу приступили к активным действиям. За восемь дней Ковпак очистил от полицейских отрядов все окрестные сёла. В результате проведённых операций было захвачено 80 тонн зерна и 60 лошадей с санями. На паровой мельнице лесокомбината организовали помол зерна, наладили круглосуточную выпечку хлеба и заготовку сухарей.
Активность Ковпака в Хинельском лесу совпала с контрнаступлением советских войск под Москвой. Оба этих фактора способствовали разрастанию партизанского движения на Брянщине. Путивльский объединённый отряд быстро рос и уже к 18 декабря насчитывал более 300 человек. Уже скоро Ковпаку пришлось искать баланс между численностью отряда и его манёвренностью. И Ковпак стал единственным из командиров крупных партизанских соединений, которому удалось решить эту задачу. Если формирование соединений Сабурова, Фёдорова, Мельника шло за счёт объединения уже действующих отрядов, то в соединении Ковпака наблюдался обратный процесс — из оперативных групп Путивльского объединённого отряда создавались новые партизанские отряды, которые обладали определённой самостоятельностью, но подчинялись штабу Ковпака. Сам Ковпак описывал процесс формирования своего соединения следующим образом:

…если к нам приходило несколько партизан из одного района, из них создавалась новая боевая группа, а когда эта группа вырастала до размеров отряда, мы выделяли её как самостоятельную боевую единицу, связанную с Путивльским отрядом только оперативным подчинением ему.
Подобным образом в Хинельском лесу Ковпаком были сформированы и вооружены три партизанских отряда — Севский (командир С. С. Хохлов), Хинельский (командир И. А. Гудзенко) и Хомутовский (командир А. Г. Ковалёв), а также оперативная группа Ямпольского района в селе Родионовка (командир С. М. Гнибеда).
Такая тактика позволяла относительно небольшому Путивльскому отряду сохранять высокую манёвренность. В то же время Ковпак мог вести партизанскую войну на значительно большей территории, а в случае необходимости, при проведении крупных операций или для отпора карателям, быстро собирать силы в единый кулак.
С действующими партизанскими отрядами Ковпак выстраивал отношения на основе взаимовыручки и координации действий и нередко понуждал их к активности. Так получилось с Эсманским партизанским отрядом (командир И. Е. Анисименко), который до прихода Ковпака в Хинельский лес находился в глубоком подполье в Барановском лесу и никаких действий не предпринимал. Поддержка Ковпака помогла эсманцам включиться в партизанскую борьбу. 24 декабря Путивльский и Эсманский отряды провели совместную операцию против оккупационных властей в райцентре Эсмань. В результате ночного налёта было уничтожено 20 полицейских и выведен из строя узел связи. 28 декабря в селе Уланово они совместно разгромили карательный отряд, прибывший для прочёсывания Барановского леса.

### Рейдовая тактика Ковпака
На Брянщине Путивльский объединённый партизанский отряд к концу 1941 года вырос в Соединение партизанских отрядов Сумской области. Здесь же, в Хинельском лесу, Ковпак принял решение о переходе к тактике рейдов. В основе её лежала высокая манёвренность и подвижность соединения. Во время рейдов Ковпак никогда подолгу не засиживался на одном месте. Постоянно перемещаясь, он наносил удары там, где противник ожидал этого меньше всего. Постоянное движение ковпаковцев не позволяло оккупационным властям применять тактику уничтожения партизан путём их окружения в месте постоянной дислокации. Для ликвидации «банды Колпака» противник вынужден был привлекать большие силы, оставляя значительные территории без защиты от атак других партизанских отрядов. Так, во время Карпатского рейда немцы задействовали в операции против соединения Ковпака около 50 000 солдат.
Тактика партизанских рейдов не была чем-то новым. На курсах ОГПУ Ковпак изучал историю партизанского движения во время Отечественной войны 1812 года, не понаслышке знал о глубоких рейдах организатора червоного казачества В. М. Примакова, имел хорошее представление об организационной структуре и тактике ведения боевых действий Революционно-повстанческой армии Нестора Махно. Заслуга Ковпака состоит в том, что он возродил эту тактику, адаптировал к условиям современности и развил. Успех партизанских рейдов соединения Ковпака во многом обеспечивала хорошо поставленная разведка. Ковпак строил свои расчёты на глубоком изучении обстановки, соотношения сил, их положения на местности. Во время походов Ковпак знал обстановку в радиусе 60 километров, в то время как противник не знал о нём ничего. Одновременно на расстоянии до 120 километров от основных сил действовали группы подрывников. «Там, где ночью идёт партизанская колонна — тишина, а далеко вокруг всё гремит и пылает» — писал Ковпак. Такими действиями партизанский командир вводил противника в заблуждение относительно местонахождения соединения и его численности. Во время маршей в соединении Ковпака устанавливалась жёсткая дисциплина. Каждый партизан знал своё место в строю и свой манёвр в случае неожиданного столкновения с противником. Чтобы занять круговую оборону, походной колонне ковпаковцев требовалось не более двух минут. Ковпак никогда не двигался долго в одном направлении. Маршруты движения держались в тайне от рядовых партизан. Переходы осуществлялись с наступлением темноты, а в дневное время соединение останавливалось на отдых в лесу или глухих сёлах.
Сейчас уже не секрет, что пьянство среди советских партизан было распространённым бытовым явлением. В соединении Ковпака самогон гнали открыто. За его производство, учёт, хранение и распределение отвечала хозчасть. Любил выпить и сам Ковпак. Однако во время рейдов алкоголь был под строжайшим запретом. Нарушители дисциплины могли быть подвергнуты телесным наказаниям. К злостным нарушителям применяли крайние меры. Так, по свидетельству Коробова, во время Сталинского рейда за пьянство и невыполнение боевой задачи по приказу Ковпака был расстрелян командир 9-й роты орденоносец Мурзин. Сам Ковпак на совещании партизанских командиров в Москве осенью 1942 года отметил, что рейды дисциплинируют партизан.
Ещё одним значимым элементом рейдовой тактики Ковпака стало создание новых очагов партизанской борьбы в районах временного пребывания соединения с тем «чтобы завтра, когда будешь далеко, позади тебя не затухало пламя пожаров, не умолкал грохот взрывов». Только за время Сталинского рейда Ковпаком было вооружено и подвигнуто к активным действиям более 10 местных партизанских отрядов.
Большое внимание уделял Ковпак и политической составляющей своих походов. Во всех занятых населённых пунктах велась агитационная и разъяснительная работа. Своим бойцам Ковпак постоянно внушал, что они являются представителями советской власти на оккупированных территориях. Любые насильственные реквизиции у местного населения были запрещены. «Мой поставщик — Гитлер», — неоднократно повторял Ковпак. При этом более половины захваченного на немецких складах имущества и продуктов раздавалось местным жителям. Такой подход позволял Ковпаку добиваться лояльности местного гражданского населения к партизанам не только в левобережных и центральных областях Украины, но и на Западной Украине. Тем не менее, случаи насильственных реквизиций со стороны ковпаковцев периодически случались. За время командования соединением Ковпак дважды был вынужден издавать приказы о запрещении мародёрства. 2 июля 1943 года в селе Шладава в присутствии жителей села был вынесен смертный приговор партизанам Чибисову и Алексееву, уличённым в мародёрстве. Приговор не был приведён в исполнение, но послужил уроком как для провинившихся бойцов, так и остальных партизан соединения. Даже в Карпатах, когда положение с продуктами питания стало критическим, Ковпак старался поддерживать положительное реноме советских партизан, разъясняя, что продукты питания у населения следует не отбирать, а воровать.
Рейдовая тактика Ковпака получила высокую оценку Центрального штаба партизанского движения и была рекомендована другим партизанским соединениям. Его опыт партизанской борьбы оказался востребованным и в послевоенное время. Его использовали партизаны Анголы, Мозамбика и Южной Родезии, командиры Вьетнамской народной армии, различные повстанческие движения Латинской Америки.

### 1-й Путивльский рейд
28 декабря 1941 года соединение партизанских отрядов Сумской области под командованием Сидора Ковпака выступило в свой первый рейд. Никаких особых задач перед партизанами не стояло. Главными целями похода в Путивльский район Ковпак назвал желание поддержать наступательный порыв советских войск под Москвой, напомнить о себе оккупационным властям в Путивле, уже успевшим отчитаться об уничтожении его отряда, а также привлечь, наконец, Глуховский и Шалыгинский партизанские отряды к активной борьбе.
Согласно первоначальному плану ковпаковцы должны были перебазироваться в Новослободский лес по кратчайшему маршруту через Рыльский и Шалыгинский районы. Однако дальше села Комаровка продвинуться не удалось. Наткнувшись на мощные заслоны противника, Ковпак вынужден был повернуть на север. Сделав крюк по территории Хомутовского, Севского и Глуховского районов, 9 января 1942 года он занял село Кагань. Вступление в Путивльский район Ковпак отметил разгромом полицейских сил в сёлах Ильинское, Суворово, Стрельники, Ротовка, Окоп, Будища, Погаричи и Бруски. Одновременно были выведены из строя линии телефонно-телеграфной связи на участках Глухов — Воронеж и Кролевец — Ярославец. Из Кагани ковпаковцы двинулись по долине реки Клевень в направлении Спадщанского леса. Местная полиция попыталась сконцентрировать силы в селе Воргол, но в ночь на 11 января партизаны разгромили воргольскую комендатуру, уничтожив несколько десятков полицейских.
На борьбу с «вновь объявившимся отрядом Ковпака» немцы направили усиленный артиллерией батальон пехоты. Не рискнув принять бой, Ковпак принял решение отступить на север, но 18 января 1942 года был настигнут карателями у села Воздвиженское. После ожесточённого двухчасового боя партизаны отбросили немцев на исходные позиции, а с наступлением темноты ушли в Слоутский лес. На рассвете 19 января основные силы соединения заняли село Гута. Одновременно группы партизан совершили санные рейды в сёла Землянка, Черториги, Ярославец и Сутиски, уничтожив там подразделения вспомогательной полиции. 21 января у села Гута Ковпак разгромил основные силы карателей, вынудив их прекратить преследование.
За время пребывания в Слоутском лесу численность партизанского соединения выросла более чем вдвое. 28 января к Ковпаку присоединился Гуховский партизанский отряд под командованием П. Л. Кульбаки (24 человека). Он стал оперативной группой № 7. 1 февраля в соединение Ковпака в качестве оперативной группы № 8 влились остатки Шалыгинского партизанского отряда (13 человек) под командованием А. Я. Саганюка. Следом к Путивльскому отряду присоединилась группа из 22 бойцов Красной армии под командованием лейтенанта В. А. Войцеховича. 14 февраля после операции по зачистке села Литвиновичи в партизанское соединение записалось 23 местных жителя. Их выделили в отдельную оперативную группу под командованием М. И. Павловского, который ранее уже командовал партизанским отрядом в Херсонской области. 22 февраля из партактива разгромленного Кролевецкого отряда была сформирована оперативная группа № 12 под командованием В. М. Кудрявского. Оперативные группы быстро пополнялись за счёт притока добровольцев из числа местных жителей. Приток был настолько велик, что уже 21 февраля Ковпак приказал зачислять в отряды только тех, кто имеет оружие. К 23 февраля 1942 года численность соединения партизанских отрядов Сумской области составила более 600 человек.
В течение января — февраля 1942 года ковпаковцы активно уничтожали вражеские гарнизоны, комендатуры и управы в Слоуте, Зазерках, Ворголе, Яцыне, Стрельниках, Ильино-Суворовке, Холопкове, Викторове, Баничах, Кочергах, Погребках, Локне, Камне, Ярославце, Тулеголове, Вязенке и Литвиновчах. Были взорваны железнодорожные мосты между станциями Маково и Терещенская и на перегоне Глухов — Маково, выведены из строя линии электропередач и связи, пущен под откос эшелон с техникой на перегоне Низковка — Корюковка. Утрата контроля на обширных территориях Гуховского, Кролевецого и Путильского районов вызвала панику у оккупационных властей. Местные бургомистры буквально завалили комендатуру в Кролевце и фельдкомендатуру в Конотопе телеграммами с просьбой о помощи войсками и оружием. Для ликвидации партизанского соединения Ковпака немецкое командование 18 февраля сформировало специальную группу под командованием генерал-майора И. Ф. Баумана в составе двух батальонов 32-го и 46-го венгерских пехотных полков и сводного полка вспомогательной полиции общей численностью 1200 человек. Благодаря разведке, Ковпак, находившийся в это время в Дубовичах, своевременно узнал о планах противника, а захваченные партизанами языки дали сведения о численности и дислокации стянутых в район венгерских частей. Ковпак решил дать врагу бой, но Дубовичи для этой цели не подходили. На совещании в штабе соединения было решено перейти в Шалыгинский район и там выбрать более подходящее место для сражения. 23 февраля 1942 года для поднятия боевого духа партизан Ковпак провёл в Дубовичах парад в честь 24-й годовщины создания Красной армии, после чего с боем прорвался через заслоны карателей. 26 февраля Сумское партизанское соединение вошло в село Весёлое.

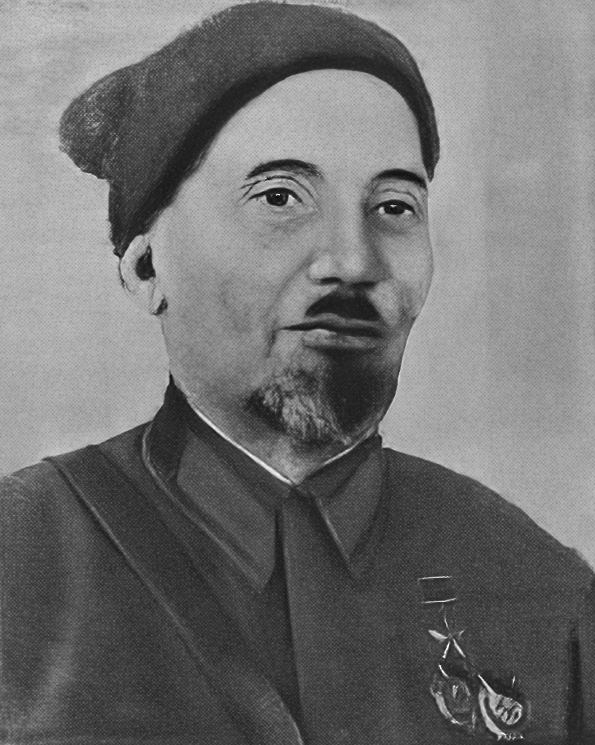
Герой Советского Союза С. А. Ковпак. 1943 год

Весёловский бой стал кульминацией первого Путивльского похода Ковпака. Село Весёлое располагалось на возвышенности в центре небольшой котловины. Все подходы к селу хорошо просматривались на несколько километров. На холме вокруг населённого пункта основные силы соединения заняли круговую оборону. Ещё одна оперативная группа окопалась на господствующей высоте на северной окраине села, у хутора Байдаров. Две оперативные группы общей численностью 50 бойцов расположились в лесном массиве в нескольких километрах к северу от села. Бой начался в 9 часов утра 28 февраля. Сначала противник силами до 200 солдат нанёс отвлекающий удар с юга, со стороны Погаричей, с тем, чтобы отвлечь все силы партизан на южную окраину Весёлого, а затем атаковать их основными силами с севера, со стороны Шалыгино. Но Ковпак разгадал его замысел, и партизаны остались на своих позициях. Поэтому, когда с севера подошли основные силы венгров в количестве 500 человек, они также были встречены шквальным огнём. Противник вынужден был наступать по открытой местности, утопая в глубоком снегу. Наступление врага развивалось медленно, что нивелировало его численное превосходство. На центральном участке обороны южной хорды партизанам удалось заставить противника залечь в снегу, но на левом фланге группе вражеских солдат удалось войти на окраину села. Ковпаку пришлось бросить в бой свой немногочисленный резерв. В контратаке участвовали штабисты, повара, ездовые, медицинские сёстры и несколько бойцов Глуховского отряда. Совместными усилиями врага удалось отбросить. Ещё тяжелее складывалась ситуация на северной хорде. Попав под сильный фланговый огонь со стороны хутора Байдаров, венгры бросили в бой резерв. Около 500 венгерских солдат атаковали оборонявшуюся там оперативную группу Павловского. Многие её бойцы, включая командира, были ранены. Патроны были на исходе. Павловский запросил помощи, и Ковпак понял, что пора вводить в бой лесную засаду. По сигналу ракетницы опергруппы В. П. Кочемазова и А. К. Цымбала ударили во фланг и тыл северной группировки противника. Это решило исход боя в пользу партизан. Приняв лесную засаду за выброшенный в их тылу советский парашютный десант, венгры беспорядочно отступили в Шалыгино. Следом за ними отошла на исходные позиции и южная группа карателей.
В десятичасовом бою у села Весёлого согласно оперативному отчёту группы Баумана венгры потеряли 25 человек убитыми и 66 ранеными. Потери партизан составили 12 человек. С наступлением темноты благодаря помощи проводника из местных жителей партизаны оврагами обошли заставы врага и ушли в сторону Ревякино, а оттуда — в Бывалино. В ходе Весёловского боя ковпаковцы израсходовали почти весь боезапас. Ощущалась и нехватка продуктов питания, в соединении было много раненых. Оставаться дольше на Путивльщине не имело смысла, и 7 марта Ковпак вернулся в Хинельский лес.
Первый Путивльский поход Ковпака имел важное военно-политическое значение. Он выявил слабость немецких тылов, доказал эффективность рейдовой тактики, вселил в партизан уверенность в собственных силах. Но главное, в ходе рейда ковпаковцы завоевали авторитет у местного населения, способствовали росту патриотических настроений, вселили в людей уверенность в скором освобождении. По результатам 1-го Путивльского рейда около ста бойцов и командиров Сумского партизанского соединения были награждены орденами и медалями. Указом Президиума Верховного Совета СССР от 18 мая 1942 года командиру соединения Сидору Артемьевичу Ковпаку было присвоено звание Героя Советского Союза.

### 2-й Путивльский рейд
Возвращение Ковпака в Хинельский лес совпало с началом крупномасштабной операции венгерских войск против брянских партизан. После тяжёлых изнурительных боёв с превосходящими силами противника Ковпак вынужден был отступить в Брянские леса. Но во взаимодействии с другими партизанскими отрядами и соединениями ему удалось удержать территорию на самом севере Сумской области. Новой главной базой Сумского партизанского соединения стала Старая Гута.
В апреле 1942 года ковпаковцы одержали ряд крупных побед над карателями. 3 апреля в селе Жихов был разгромлен 3-й батальон 51-го венгерского пехотного полка. Согласно данным Ковпака, потери противника составили 197 человек, в том числе 14 офицеров и 12 унтер-офицеров. 30 апреля партизаны нанесли поражение крупной группировке венгерских войск в Пигаревке, уничтожив до 350 вражеских солдат и офицеров. Измотанные непрерывными боями, постоянными ночными налётами и засадами партизан и понеся большие потери, каратели были деморализованы. Командиры венгерских частей всё чаще просили командование об отводе войск во избежание бунтов. В первых числах мая карательная операция против брянских партизан была прекращена, что дало возможность Ковпаку осуществить второй рейд в Путивльский район.
11 апреля Ковпак наконец получил рацию с радистами и установил связь с Центральным штабом партизанского движения. Подготовка к новому походу на этот раз проходила в тесном взаимодействии с Центром. ЦШПД поставил перед соединением Ковпака вполне конкретные задачи: в период наступления Юго-Западного фронта на Харьковском направлении парализовать движение железнодорожных составов на магистрали Конотоп — Ворожба — Курск и автотранспорта на параллельных ей шоссейных дорогах. Однако у ковпаковцев была и своя цель: партизаны жаждали отомстить карателям за жесткие репрессии в отношении гражданского населения, учинённые ими весной 1942 года. Поэтому задания Центра были отодвинуты Ковпаком на второй план.
В ночь с 15 на 16 мая 1942 года соединение Ковпака численностью 750 человек выступило в рейд. 24 мая ковпаковцы вошли на территорию Путивльского района. Командный пункт разместился в лесу Марица на кургане в урочище Вишнёвые Горы. Ночью 25 мая Ковпак провёл крупную наступательную операцию по фронту в 40 километров, от Камня до Вязенки. Партизаны почти одновременно атаковали венгерские гарнизоны, отряды полевой жандармерии и вспомогательной полиции в сёлах Спадщина, Яцино, Сарая и Новая Шарповка, Стрельники, Ротовка, Вязенка и Берюх. В результате операции ковпаковцы уничтожили более 300 вражеских солдат и офицеров. Нападение партизан вызвало панику у местных оккупационных властей. Оккупационная администрация Путивля и городская полиция бежали за Сейм, в Бурынь, и 26 мая партизаны заняли город. Взятие Путивля стало своеобразным подарком Ковпаку на день рождения.
Чтобы вернуть Путивль, немецкое командование сняло с эшелона следовавшую на фронт танковую часть. Ковпак не принял бой в городской черте и отошёл в Спадщанский лес, где 28 и 29 мая успешно отразил наступление противника. Потеряв три танка и несколько десятков солдат, немцы прекратили атаки, но перед уходом дотла сожгли Старую и Новую Шарповку.
В начале июня 1942 года Ковпак приступил к выполнению задач, поставленных Центральным штабом партизанского движения. Для максимального охвата территории он разделил соединение. Конотопский отряд занял лес Займа, Глуховский — лес Довжик, Шалыгинский — лес Марица. Кролевецкий отряд расположился в урочище Глубокое у села Морозовка, оперативная группа Павловского обосновалась в лесу Борок. Таким образом, Ковпак взял под контроль всю территорию Сумской области к северу от Сейма. Движение автотранспорта по дорогам на Глухов со стороны Путивля, Конотопа и Кролевца было блокировано. Путивльский отряд с объединённым штабом остался в Спадщанском лесу, создавая угрозу хорошо охраняемой железнодорожной магистрали Конотоп — Ворожба. В первых числах июня путивльские подрывники пустили под откос 3 эшелона с войсками и техникой и повредили железнодорожные пути, парализовав движение на восемь дней.
18 июня немецкое командование начало против соединения Ковпака специальную войсковую операцию под кодовым названием «Путивль». Для этого с восьми воинских эшелонов, следовавших на фронт, были сняты армейские части с танками и артиллерией. К операции также были привлечены 47-й и 51-й пехотные полки 105-й венгерской пехотной дивизии. Общая численность немецко-венгерской группировки составила более 12 000 человек. С 20 июня начались непрерывные бои. Противник активно применял против партизан авиацию и термитные снаряды. К 27 июня ему удалось оттеснить ковпаковцев в Анатольевский и Новослободский леса. Ковпак ответил усилением диверсионной работы. В начале июля партизаны взорвали мосты через Сейм у Карыжа и Тёткино и уничтожили паромные переправы в сёлах Марково и Мануховка. Глуховский, Конотопский, Кролевецкий и Шалыгинский отряды оседлали железную дорогу Ворожба — Курск, где подорвали ещё 6 воинских эшелонов.
3 июля карательные войска полностью окружили Новослободский лес и 5 июля приступили к ликвидации Путивльского отряда. 8 июня им удалось блокировать партизан в бывшем Софроньевском монастыре. Прорвать кольцо окружения своими силами путивляне не могли, и Ковпак отправил несколько групп связных за помощью. Одной из них удалось пройти через топкое болото, и поздним вечером Кролевецкий и Конотопский отряды нанесли по противнику неожиданный удар с тыла в районе посёлка Тёткинских торфоразработок № 1. Услышав пение «Интернационала», Ковпак повёл свой отряд в штыковую атаку. Вражеский заслон был смят. Через пробитую в кольце окружения брешь ковпаковцы ушли в направлении Вегеровки и на рассвете 9 июля были уже в Казённом лесу. Не сумев уничтожить партизан, каратели отыгрались на гражданском населении. В Новой Слободе было убито и сожжено заживо 586 человек, включая женщин и детей.
Ковпак планировал оставаться в Путивльском районе как минимум до наступления холодов, но после боёв в Новослободском лесу отдал приказ о возвращении в брянские леса. Своё решение он объяснил усталостью личного состава, большим количеством раненых, отсутствием боеприпасов и взрывчатки, усиленным нажимом превосходящих сил противника. Тем не менее, 2-й Путивльский рейд он оценил как удачный, а все задачи — выполненными. Сумское партизанское соединение, несмотря на ощутимые потери в ходе рейда, к моменту возвращения выросло за счёт притока новых добровольцев с 750 до 1300 бойцов. Второй Путивльский поход завершился 24 июля 1942 года.
Всего за время двух рейдов в Путивльский район партизаны Ковпака с учётом выходов боевых групп прошли 6047 километров, подорвали и пустили под откос 12 воинских эшелонов, уничтожили 4905 солдат и офицеров противника, 25 танков и бронемашин, 26 автомашин, 3 паровоза, 194 вагона и цистерны. В боях было захвачено 2 орудия, 29 миномётов, 46 пулемётов и 233 автомата.

### Сталинский рейд
21 августа 1942 года Сидор Ковпак в числе других командиров партизанских соединений и отрядов был вызван в Москву, в Центральный штаб партизанского движения. 31 августа он присутствовал на совещании в Кремле, которое проводил Сталин. На совещании были затронуты вопросы стратегии и тактики партизанского движения, снабжения партизан с Большой земли, возможности усиления партизанской борьбы в тылу врага. Его результатом стал приказ НКО № 189 от 5 сентября 1942 года «О задачах партизанского движения». Верховный главнокомандующий отдельно остановился на рейдах соединения Ковпака, дав им высокую оценку. В конце совещания Сталин предложил Ковпаку и Сабурову выйти в рейд на Правобережную Украину.
После совещания на торжественной церемонии в Кремле Председатель Верховного Совета СССР М. И. Калинин вручил отличившимся партизанским командирам государственные награды, а на следующий день совещание продолжилось уже в узком составе. Обсуждались детали предстоящего рейда за Днепр. Сталин лично сформулировал задачи похода. Соединения Ковпака и Сабурова должны были оседлать автомобильные и железные дороги, ведущие к Киеву, на территории Житомирской и Киевской областей активизировать деятельность местных партизанских отрядов и подполья, затруднить переброску войск и военных грузов, развернуть диверсионную работу на коммуникациях и военно-хозяйственных объектах. В Киеве и прилегающих к нему районах предписывалось создать разветвлённую агентурную сеть, подготовить вооружённые подпольные группы в районах мостов через Днепр для их разрушения или захвата в зависимости от обстановки, а также произвести разведку укреплений, которые немцы начали возводить по правому берегу Днепра.
12 сентября 1942 года Ковпак вернулся в Брянские леса и сразу начал подготовку к предстоящему походу. На аэродром у Старой Гуты непрерывным потоком прибывало оружие, боеприпасы и обмундирование, которое сразу же распределялось среди бойцов соединения. Партизаны получили на вооружение не только стрелковое вооружение, но и миномёты, противотанковые ружья, а также батарею 76-миллиметровых пушек.
До начала похода Ковпак провёл реорганизацию соединения: оперативные группы — отряды были переформированы в батальоны: бывший Путивльский партизанский отряд стал 1-м батальоном, Глуховский ― 2-м батальоном, Шалыгинский ― 3-м батальоном, Кролевецкий ― 4-м батальоном. Численный состав батальонов был неодинаковым. 1-й, самый крупный, батальон насчитывал до 800 человек. Он состоял из десяти рот: двух рот автоматчиков, двух рот тяжёлого оружия, и шести стрелковых рот. При 1-м батальоне находился штаб соединения, в распоряжении которого была рота разведки (главразведка), рота минёров, взвод сапёров, узел связи и главная хозчасть. Командовал 1-м батальоном, как и соединением в целом, Ковпак. Остальные батальоны численностью 250―300 человек имели в своём составе по 3―4 стрелковые роты, взвод разведки, отделение минёров и хозяйственную часть. Кроме того, в соединении имелись отдельные роты, число которых было непостоянным.
В Старой Гуте к соединению присоединилась группа из 36 солдат и офицеров Красной армии, бежавших из Конотопского лагеря для военнопленных. Командовал ей майор-артиллерист С. В. Анисимов, который был назначен начальником артиллерии соединения. Также к Ковпаку присоединилась заброшенная в тыл врага разведывательно-диверсионная группа капитана И. И. Бережного, из которой была сформирована 13-я отдельная рота. Получили партизаны и кадровое усиление из-за линии фронта. В октябре 1942 года в соединение был зачислен резидент разведотдела штаба Брянского фронта интендант 2-го ранга П. П. Вершигора, позднее назначенный заместителем Ковпака по разведке. В помощь комиссару Рудневу был прислан бывший заведующий отделом сельскохозяйственной молодёжи Запорожского обкома ЛКСМУ М. В. Андросов, возглавивший политическую работу среди комсомольцев соединения. Для координации совместной деятельности партизанских соединений Ковпака и Сабурова в Брянские леса прибыл уполномоченный ЦК КП(б)У И. К. Сыромолотный.
Рейд начался 26 октября 1942 года. Чтобы ввести противника в заблуждение, ковпаковцы сначала двинулись на юг, в направлении Путивльского района. Их целью стала железнодорожная станция Ямполь. Партизаны разгромили немецкий гарнизон станции, вывели из строя железнодорожное хозяйство, сожгли несколько тысяч тонн заготовленного для отправки на фронт и в Германию сена. От Ямполя Ковпак повернул на запад и через черниговские леса, контролируемые партизанским соединением Фёдорова, 6 ноября вышел к Днепру напротив города Лоева. Сюда же следом вышло и соединение Сабурова. Вечером 7 ноября разведчики Ковпака переправились на правый берег Днепра и захватили два парома, что позволило перебросить через реку штурмовые группы. В ночь на 8 ноября ковпаковцы и сабуровцы разгромили лоевский гарнизон, вывели из строя мельницу, электростанцию, маслобойню, узел связи и телефонно-телеграфную станцию. Направленный из Речицы на помощь лоевскому гарнизону охранный батальон СС попал в партизанскую засаду на подступах к городу и был разгромлен.
10 ноября 1942 года Ковпак и Сабуров завершили переправу соединений через Днепр и ушли в Полесские леса каждый своим маршрутом. Взорвав по пути мост на железной дороге Гомель — Калинковичи и уничтожив путевое хозяйство станции Демехи, 18 ноября коваковцы форсировали Припять у села Юровичи. Далее партизанскому соединению предстояло совершить многокилометровый марш в район Олевска и нанести удар по Сарнам — важнейшему железнодорожному узлу на правобережье.
20 ноября ковпаковцы вышли на ближние подступы к городку Лельчицы. Штаб соединения, разместившийся в селе Буйновичи, разработал план операции по окружению и захвату райцентра, с лёгкой руки комиссара Руднева получивший название «Канны». Лельчицы были главным опорным пунктом немцев в этом районе Полесья. Здесь находилась военная комендатура с гарнизоном 300 человек. Общая численность противника в Лельчицах с учётом сил управления вспомогательной полиции и полицейских, стянутых из соседних сёл, достигала 500 человек.
Немцы уже знали о приближении крупного отряда партизан и, рассчитывая на помощь соседних гарнизонов, спешно готовились к круговой обороне. В каменных зданиях в центре посёлка были оборудованы долговременные огневые точки, в парке, вокруг комендатуры и казарм вырыты окопы полного профиля. К двум часам ночи 27 ноября ковпаковцы полностью окружили райцентр. Перед началом штурма Ковпак предусмотрительно выставил засады на дорогах, ведущих к Лельчицам со стороны Олевска, Турова, Ельска и Стодоличей. Партизаны беспрепятственно заняли окраины населённого пункта, но в центре встретили ожесточённое сопротивление. Исход боя решила брошенная Ковпаком в бой артиллерия. Огнём батареи 76-миллиметровых орудий удалось подавить огневые точки в здании жандармерии и захватить его. Оборона противника рассыпалась. К рассвету партизаны штурмом овладели казармами, подавив последний очаг сопротивления. В ходе ночного боя ковпаковцы уничтожили около 300 немецких солдат и полицейских, в том числе лельчицкого гебитскомиссара. Спешивший на помощь лельцицкому гарнизону немецкий отряд на семи грузовиках и трёх бронемашинах попал в партизанскую засаду и вынужден был отступить. Овладев Лельчицами, партизаны взорвали электростанцию, маслозавод, кожевенный и лесопильный заводы, мельницу, два моста на реке Уборть и узел связи. Из тюрьмы было освобождено около ста советских граждан. Захваченные на немецких складах большие запасы зерна и картофеля были розданы населению.
Разгром немцев в Лельчицах положил начало созданию партизанского края в Полесье, в области среднего течения реки Припять. К весне 1943 года под контролем белорусских и украинских партизан находилось 14 районов с населением около 200 000 человек. Центром партизанского края стал Лельчицкий район. Разрозненные партизанские группы и отряды, вооружённые Ковпаком, следуя его примеру, скоро объединились в партизанскую бригаду.
29 ноября Сумское партизанское соединение расположилось к северу от Олевска, нависнув над железной дорогой Сарны — Коростень. 1-й батальон и объединённый партизанский штаб заняли село Глушковичи, 2-й и 3-й батальоны — село Копище, 4-й батальон расположился в Приболовичах. Целью Ковпака стали Сарны — крупный железнодорожный узел, где скрещивались железные дороги Ровно — Барановичи и Ковель — Киев. Штурм Сарн Ковпак посчитал нецелесообразным: подступы к городу прикрывали мощные фортификационные сооружения, а в самом городе находился крупный немецкий гарнизон. Поэтому было решено уничтожить железнодорожные мосты вокруг города. В ночь на 30 ноября пять штурмовых групп начали выдвижение к мостам к северу, югу и западу от Сарн. Операция «Сарнский крест» была успешно осуществлена в ночь на 5 декабря 1942 года. Были взорваны четырехпролётный стальной мост через Случь в районе деревни Хлевки длиной 285 метров, пятипролётный мост через Горынь на линии Сарны — Лунинец длиной 293 метра, трёхпролётный мост через Горынь на линии Сарны — Ковель у села Антоновка длиной 290 метров. Одновременно с этим партизаны Сабурова вывели из строя железнодорожное хозяйство на станциях Томашгород и Остки восточнее Сарн. Попытки противника начать ремонтные работы на протяжении недели пресекались партизанами. Таким образом, работа Сарнского железнодорожного узла была парализована на полмесяца. Партизанам удалось значительно осложнить немцам переброску войск и вооружения в период советского контрнаступления под Сталинградом.
Операции «Канны» и «Сарнский крест» стали наиболее значимыми успехами Ковпака на первом этапе Сталинского рейда. По их итогам он был награждён орденом Красного Знамени. Однако в дальнейшем события развивались во многом не по плану. Уже в ходе рейда общее руководство партизанскими соединениями Ковпака и Сабурова перешло от Центрального штаба партизанского движения к Украинскому ШПД. Последний, по мнению Ковпака, плохо справлялся со своими обязанностями. В ходе операции «Сарнский крест» ковпаковцы почти полностью исчерпали запасы взрывчатки, на исходе были и боеприпасы. Однако обещанные Центром грузы в соединение Ковпака так и не прибыли. Как выяснилось позднее, лётчики 101-го авиационного полка отказывались совершать посаду на аэродроме Сумского соединения из опасения стать заложниками у партизан. В то же время снабжение соединения Сабурова осуществлялось на регулярной основе. Узнав об этом, Ковпак потребовал от Сабурова передать ему часть полученных грузов. Сабуров отказал, что привело к острому конфликту партизанских командиров и отрицательно сказалось на дальнейшем взаимодействии соединений.
Тем временем, немецкое командование оккупационными войсками на Украине стянуло в район Ракитного, Олевска и Коростеня до трёх полков СС и полевой жандармерии. 18 декабря каратели заняли село Хочино. Ковпак, не желая оставлять аэродром и рассчитывая на помощь Сабурова, решил дать немцам бой. Однако помощь от Сабурова не пришла, и после двухдневного сражения в ночь на 23 декабря ковпаковцы вынуждены были оставить Глушковичи и отступить на север, вглубь Полесских лесов. 3 января 1943 года Ковпак занял село Ляховичи, которое стало его новой базой. На этом завершился первый этап рейда Сумского партизанского соединения на Правобережную Украину.
Первым делом Ковпак занялся обустройством аэродрома на озере Червоном. Через несколько дней он уже радировал в Украинский штаб партизанского движения о готовности принимать самолёты. Однако УШПД продолжал игнорировать Сумское соединение, и в середине января Ковпак вынужден был отправить рапорт на имя Сталина о ситуации со снабжением. Вмешательство Верховного главнокомандующего возымело действие. Первым маршрут на озеро Червоное проложил лётчик 101-го авиаполка Борис Лунц. После этого ковпаковцы каждую ночь принимали до четырёх самолётов с грузами. Запас оружия, боеприпасов, взрывчатки продовольствия и фуража был основательно пополнен, на Большую землю удалось вывезти около сотни раненых и больных партизан.
В конце января 1943 года немецкая разведка обнаружила место дислокации соединения Ковпака. 1 февраля девять немецких бомбардировщиков нанесли бомбовый удар по лагерю ковпаковцев и партизанскому аэродрому. Вражеский налёт Ковпак воспринял как сигнал к продолжению рейда. 2 февраля Сумское партизанское соединение численностью 1535 человек покинуло Ляховичи. Следующей целью Ковпака был Киев, но все пути на восток уже были перекрыты немцами. Чтобы ввести противника в заблуждение и оторваться от преследования, Ковпак ушёл на запад, в Пинские болота, а оттуда, круто повернув на юг, вторгся в Ровенскую область. Ночью 19 февраля партизаны заняли крупное село Большой Стыдин всего в 60 километрах от Ровно, объявленного немцами столицей рейхскомиссариата Украина. Здесь Ковпак с опозданием узнал о разгроме 6-й армии вермахта в Сталинграде и решил устроить по этому поводу «партизанский салют». В ночь на 20 февраля на железной дороге Ковель — Ровно были взорваны три эшелона с грузами и техникой. Но особенно удачным стал налёт на станцию Цумань. Партизаны уничтожили 9 паровозов, взорвали железнодорожное депо, электростанцию и 12 пилорам, сожгли около 500 тысяч кубометров пиломатериалов, подготовленных к отправке в Германию.
22 февраля ковпаковцы, наконец, взяли курс на восток. Выходя в малолесные районы Ровенской и Житомирской областей, Ковпак сильно рисковал. В условиях лесостепи партизаны лишались естественных укрытий и теряли в значительной степени свободу манёвра. Из показаний пленных Ковпак знал, что противнику известно о маршруте партизан. Разведчики также сообщали, что в Коростень прибыл немецкий мотострелковый полк, а в Житомире с эшелона сняли гренадерский полк. Противник рассчитывал отрезать партизан от Полесских лесов с тем, чтобы окружить и уничтожить их в районе Житомира. Чтобы не попасть в западню, Ковпак должен был увеличить скорость перемещения. Теперь переходы осуществлялись не только по ночам, но и днём. Житомир удалось проскочить, но немцы следовали за партизанами буквально по пятам. 8 марта в районе села Крымок ковпаковцы на виду у противника форсировали реку Тетерев по тонкому льду, после чего взорвали место переправы. Однако у села Кодра немецкий авангард настиг партизан. Приняв бой в лесу, партизанские заставы имитировали отступление и заманили врага на окраину села прямо на станковые пулемёты. Немецкий батальон был почти полностью уничтожен. Противник в бою под Кодрой потерял 248 солдат, ещё 19 сдались в плен. Потери партизан составили 18 человек убитыми и 41 ранеными.
Не задерживаясь в Кодре, Ковпак ушёл на север и 10 марта занял село Блидча. Диверсионные и разведывательные группы сразу же выдвинулись на коммуникации врага. В ночь на 12 марта партизаны взорвали стратегически важный мост через Тетерев у села Песковка, а также мосты на Ирпени и Здвиже, сожгли новый 140-метровый деревянный мост у Иванкова. Одновременно была произведена разведка укреплений Восточного вала в районе Дымера. В это время Ковпак в Блидче вёл успешные оборонительные бои с карателями. В ночь на 13 марта, после возвращения с заданий разведывательно-диверсионных групп, партизаны по наплавному мосту перешли на левый берег Тететерва.
Распутица и начавшееся половодье вынудили воюющие стороны отказаться на время от проведения боевых операций. Ковпак расположился в Толстом лесу, в районе Речицы, где вновь организовал аэродром для приёма самолётов. Однако грузы прибывали с большой задержкой, что привело к очередному витку конфликта Ковпака с Украинским штабом партизанского движения. Из-за отсутствия тола партизаны не смогли парализовать работу Фастовского железнодорожного узла. Ковпак вновь направил радиограмму на имя Сталина, в которой прямо назвал руководителей УШПД бездельниками. Также Ковпак, недовольный вмешательством УШПД во внутренние дела соединения, отказался принять назначенного Строкачём заместителем командира соединения по разведке капитана государственной безопасности Я. Короткова. Агенты УШПД, внедрённые в соединение для слежки за Ковпаком, доносили, что последний неоднократно позволял себе публично критиковать вышестоящее руководство, при этом «употребляя самые, что ни на есть похабные слова». Начальник УШПД решил отстранить Ковпака от командования соединением, вызвав его под надуманным предлогом в Москву. Однако Ковпак, почувствовав неладное, лететь отказался. Лишь вмешательство Хрущёва и отходчивый характер Строкача позволили погасить конфликт.

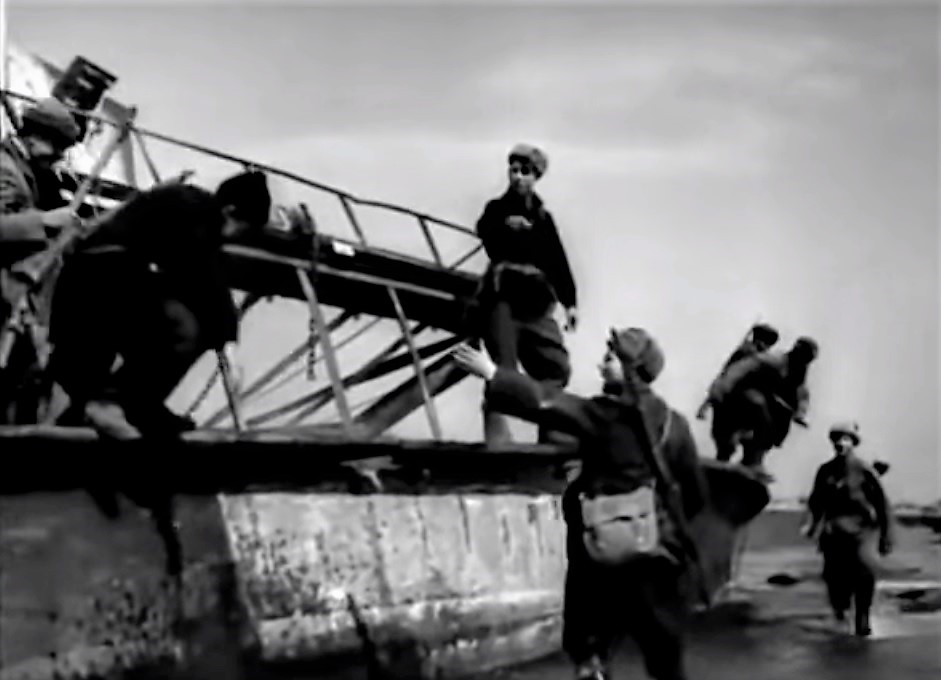
Партизаны соединения Ковпака на захваченном пароходе «Prypjat»

В начале апреля Ковпак через своих разведчиков получил информацию, что немцы планируют начать навигацию на Припяти. 5 апреля партизаны переправились на левый берег реки и заняли сёла Аровичи, Красноселье, Погонное и Дроньки. Уже 6 апреля ковпаковцы атаковали караван судов, следовавший из Чернобыля в Мозырь. Огнём противотанковых ружей и артиллерии были уничтожены буксирный пароход «Hoffnung» водоизмещением 200 тонн и три несамоходные баржи с оборудованием для речных судов. Днём позже партизаны разгромили вражескую речную флотилию из двух бронированных пароходов и пяти бронекатеров. Немцы ответили бомбардировками Аровичей и Красноселья. Ковпак вынужден был уйти в лес, но продолжал контролировать левый берег Припяти до 7 мая, полностью прекратив речное судоходство. Кроме того, совместно с партизанами Фёдорова и Мельника ковпаковцы участвовали в налёте на город Брагин, где было истреблено более 200 солдат местного гарнизона и захвачены продовольственные склады. 9 апреля 1943 года Коваку было присвоено воинское звание генерал-майора.
Ковпак считал рейд на Правобережье Днепра уже законченным, и 20 апреля на встрече с прибывшим из Москвы секретарём ЦК КП(б)У Д. С. Коротченко подвёл итоги боевой работы соединения: пройдено с боями 6400 километров, уничтожено 14 железнодорожных и 28 шоссейных мостов, пущено под откос 14 воинских эшелонов, потоплено и сожжено 15 речных судов, разгромлено 6 железнодорожных станций и 7 узлов связи, истреблено свыше 6000 солдат и офицеров противника.
Долгое пребывание соединения на левом берегу Припяти было опасным для партизан. Ковпак и его командиры понимали уязвимость своего положения, однако Центр настоятельно требовал от партизан усилить разведку Восточного вала немцев на участке от Гомеля до Киева. Ковпак вынужден был отправить на задание около 300 человек. На месте ковпаковцев также удерживал удобный аэродром, организованный ими у села Тульговичи. К тому же дислоцированные в Юровичах и Хойниках охранные полки состояли, главным образом, из словаков, которые сочувствовали партизанам и никаких действий против них не предпринимали.

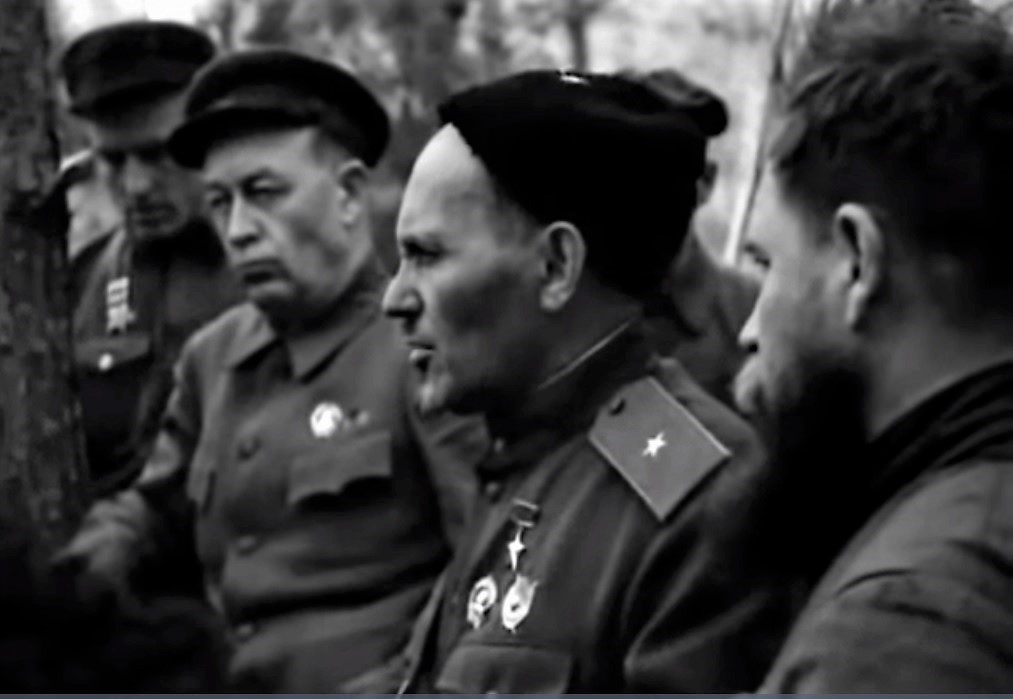
Сидор Ковпак и Демьян Коротченко во время Сталинского рейда

Занятый разведкой немецких укреплений на Днепре, Ковпак не сумел вовремя обнаружить концентрацию немецких войск в районе сосредоточения соединения. Карательная операция под кодовым названием «Мокрый мешок» в начале мая 1943 года началась для партизан неожиданно. Для ликвидации соединения Ковпака противник привлёк снятые с фронта две пехотные дивизии, танковый полк, полк тяжёлых миномётов и два чехословацких охранных полка. Заперев партизан в междуречье Днепра и Припяти, немцы рассчитывали оттеснить их к непроходимым болотам в месте слияния рек и уничтожить.
Дождавшись возвращения разведгрупп, Ковпак 7 мая покинул Аровичи и попытался проскользнуть на север, но у железной дороги Гомель — Калинковичи был атакован превосходящими силами противника и вынужден отступить на исходные позиции. Оставался один выход — уйти за Припять. 15 мая он вернулся в Кожушки и приступил к организации переправы в районе села Вяжище. При строительстве наплавного моста партизаны столкнулись со значительными трудностями. Из-за отсутствия лесоматериалов им пришлось сначала до основания разобрать склады сенопрессовального завода. В Вяжище стоял сильный немецкий гарнизон, и чтобы заранее не обнаружить место переправы, вывозить брёвна пришлось ночью, а днём, прячась в кустах, связывать их в плоты. К тому же партизанские сапёры неверно оценили ширину реки в месте форсирования, в результате чего мост получился на 20 метров короче. Исправлять ошибку пришлось уже в момент его наведения. Всё это сильно замедляло начало переправы соединения. Чтобы выиграть время, партизаны весь день 16 мая отражали атаки противника со стороны Юровичей и Алексичей, а вечером отошли на заранее подготовленные позиции. Основные силы соединения заняли оборону у села Тульговичи, где были отрыты две линии траншей полного профиля. Фланг ковпаковцев со стороны Новосёлок прикрывали пришедшие на помощь Ковпаку бойцы партизанского соединения Наумова. Глуховский и Шалыгинский батальоны расположились у села Кожушки.
В 7 часов утра 17 мая немцы нанесли основной удар вдоль Припяти, из Юровичей на Тульговичи. В первом эшелоне противника наступали три пехотных полка при поддержке 10 танков и артиллерии. Но ещё ночью ковпаковцы заминировали танкоопасное направление. Два немецких танка подорвались на противотанковых минах и были добиты артиллерией. Первая атака противника захлебнулась. Через час противник возобновил наступление при поддержке 9 танков. На этот раз ему почти удалось приблизиться к первой линии партизанских траншей. Одному из вражеских танков удалось прорваться к окраине села, но он был вовремя подожжён бронебойщиками. На участке 2-го батальона дело дошло до рукопашной схватки. Не выдержав натиска партизан, противник обратился в бегство. Третья атака немцев была самой мощной. Подтянув из резерва охранный полк СС, противник повёл наступление, не считаясь с потерями. Командовавший обороной комиссар Руднев в критический момент вынужден был пойти на большой риск, перебросив на самые сложные участки обороны почти всех бойцов из полосы наступления словацкого охранного полка подполковника Й. Гусара. Ещё 29 апреля через связную А. К. Демидчик Ковпаку удалось договориться с Гусаром о нейтралитете. Словаки обещали в случае столкновения с партизанам лишь имитировать бой, стреляя поверх голов. Если бы словаки воспользовались ситуацией, оборона ковпаковцев была бы прорвана, но Гусар сдержал своё обещание. Потеряв ещё 1 танк и большое количество пехоты, немцы отступили.
До вечера противник ещё дважды пытался атаковать партизан у Тульговичей, но их атаки уже не имели той силы, как предыдущие. В ходе боя 17 мая противник потерял около 300 человек убитыми и ранеными, 4 танка, 1 бронемашину, 1 танкетку и 6 автомашин. Потери партизан составили 8 человек убитыми и 11 ранеными. Одновременно с боем у Тульговичей соединение Наумова отразило 4 атаки противника со стороны Новосёлок, уничтожив до 200 вражеских солдат, 1 танк, 1 бронемашину и 3 грузовых автомобиля.
Несмотря на одержанную победу, оборонять Тульговичи дольше было опасно. Ещё днём немецкий самолёт-разведчик произвёл аэрофотосъёмку оборонительных позиций партизан. Это говорило о том, что противник планирует использовать в бою авиацию. Поэтому с наступлением темноты ковпаковцы оставили село. К двум часам ночи всё соединение собралось на берегу Припяти. Мост ещё не был достроен, поэтому только что вышедшим из тяжёлого боя партизанам пришлось взяться за топоры и пилы. К шести часам утра строительство наплавного моста было завершено. Переправа соединения через Припять продолжалась до полудня 18 мая. Противник в это время обстреливал артиллерией и бомбил с воздуха опустевшие Тульговичи. Когда немцы, наконец, поняли, что партизан в селе нет, на их поиск был направлен самолёт-разведчик. Вражеский лётчик обнаружил место переправы, но к этому времени почти всё соединение было на правом берегу реки. Взорвав за собой мост, ковпаковцы разгромили немецкий гарнизон в Вяжище, окончательно прорвав кольцо окружения, и ушли на запад, в южное Полесье.
Переход оказался тяжёлым. Партизан сопровождали непрерывные проливные дожди. К тому же на левом берегу Припяти Ковпаку пришлось оставить большую часть продовольствия и военного имущества. Партизаны голодали, из-за нехватки фуража начался падёж лошадей. В последних числах мая 1943 года Ковпак вернулся в Лельчицкий район. 1 июня соединение расположилось лагерем в лесном массиве у села Милошевичи.

### Карпатский рейд
Карпатский рейд стал заключительным и самым значимым в военной биографии генерал-майора С. А. Ковпака, хотя и получил неоднозначную оценку историков. Долгое время главные цели похода оставались неизвестными. Предполагалось, что в период подготовки и проведения сражения на Курской дуге помимо диверсий на коммуникациях противника и сбора разведданных о военно-политической обстановке на Западной Украине Ковпак должен был уничтожить нефтяные промыслы в районе Дрогобыча, являвшиеся вторыми по значимости источниками снабжения горючим Восточного фронта вермахта. Однако, решение этих задач не требовало от партизан углубления в Карпаты. Поэтому вопрос, зачем Ковпак повёл соединение в горы, оставался дискуссионным. Ответить на этот вопрос стало возможным после опубликования на Украине архивов Украинского штаба партизанского движения. Согласно совместному приказу УШПД и ЦК КП(б)У «соединению генерал-майора т. Ковпака… поставлена задача выйти в Черновицкую область для воздействия на коммуникации противника и организации партизанского движения в Прикарпатской Украине. Также дано задание разведать возможности развития партизанского движения в Польше, Чехословакии, Венгрии, Румынии и организовать диверсии на нефтепромыслах, особенно в Румынии».
Первоначально Ковпак вообще не должен был идти в Карпаты. Согласно разработанному зимой «Оперативному плану боевых действий партизан Украины на весенне-летний период 1943 года» ковпаковцам было приказано вывести из строя железнодорожные узлы Жмеринка (май), Казатин (июнь) и Фастов (июль). В Черновицкую область планировалось направить партизанское соединение Наумова. Однако в связи с большими потерями соединения в ходе Степного рейда и последовавшей болезнью Наумова изначальный план пришлось скорректировать.
К лету 1943 года Ставка Верховного Главнокомандования располагала информацией о планируемой немцами операции «Цитадель». УШПД торопил Ковпака с выступлением в рейд, но Сумское партизанское соединение только что вышло из тяжёлого похода по Правобережной Украине и нуждалось в отдыхе. Ковпак медлил и игнорировал приказы Центра. Чтобы ускорить начало партизанской операции начальник УШПД Т. А. Строкач 6 мая лично прибыл в Полесье. Его визит возымел действие, но из-за спешки Ковпаку не удалось подготовить соединение к походу должным образом. В частности, УШПД забыл обеспечить партизан топографическими картами, что отрицательно сказалось на разработке маршрутов движения и проведении боевых операций. Присланные с Большой земли рации для внутренней связи оказались маломощными с радиусом действия до 10 километров, вследствие чего батальоны и отдельные группы партизан постоянно теряли связь со штабом соединения. Рация для связи с центром не была укомплектована запасным аккумулятором и, в конце концов, вышла из строя. Но главное, не были предусмотрены варианты снабжения партизан в ходе рейда вооружением и продуктами питания, а также эвакуации раненых. Ковпак вынужден был тянуть за собой обоз из 255 тяжелогружённых подвод, вследствие чего партизанская колонна растягивалась на 5-6 километров. Из-за обоза пересечение железных и шоссейных дорог занимало от сорока минут до часа. Именно во время таких переходов немцы настигали партизан и навязывали им тяжёлые бои. Из отчёта Ковпака также следует, что его рейд в Карпаты должны были поддержать другие партизанские соединения (А. Н. Сабурова, И. И. Шитова и С. А. Олексенко, В. А. Андреева, Я. П. Шкрябача, Я. И. Мельника и А. М. Грабчака), но они не выполнили приказ УШПД. Именно отсутствие поддержки со стороны крупных рейдирующих соединений украинских партизан назвал главной причиной неудачи Карпатского рейда Бережной. Анализируя процесс подготовки Сумского партизанского соединения к Карпатскому рейду, некоторые исследователи не без оснований пришли к заключению, что он являлся бессмысленной и даже преступной авантюрой УШПД, заранее обречённой на провал.
Данные о численности партизан, выступивших в Карпатский рейд, разнятся. Известно, что на начало июня Сумское партизанское соединение насчитывало 1928 бойцов. Однако после Сталинского рейда среди ковпаковцев было много раненых и больных, значительная часть которых была вывезена на Большую землю. Вероятно, часть партизан, неготовых к длительным переходам, также была оставлена в лагере Сабурова. Сам Ковпак в дневниковой записи указал цифру 1903 человека (русских — 684, украинцев — 598, белорусов — 405 , других национальностей — 197, неподданных СССР — 19), однако в отчёте о рейде фигурируют только 1657 бойцов и командиров. По данным заместителя начальника штаба В. В. Войцеховича число выступивших в рейд партизан составляло 1517 человек. На вооружении ковпаковцы имели две 76-мм и пять 45-мм пушек, 32 противотанковых ружья, 10 батальонных и 42 ротных миномёта, около 200 ручных и станковых пулемётов, 470 автоматов различной конструкции.
12 июня 1943 года в шесть часов вечера Сумское партизанское соединение, которому накануне был присвоен войсковой номер 00117, выступило из Милошевичей. Миновав Глушковичи и Беловеж, вечером 16 июня ковпаковцы заняли Сновидовичи, а в ночь на 17 июня перешли железную дорогу Сарны — Олевск в 9 километрах восточнее Ракитного, вступив в район, контролируемый Полесской сечью. 21 июня батальон украинских националистов попытался остановить продвижение советских партизан на реке Случь у села Бельчаки, но Ковпак скрытно переправил одну роту через реку и нанёс противнику неожиданный удар с тыла. Около 200 бульбовцев было уничтожено.
Форсировав Случь, Ковпак повёл соединение на северо-запад, чтобы обойти Ровно с севера. Переход сопровождался непрерывными стычками с отрядами украинского националистического подполья. Вступать в прямое столкновение с советскими партизанами они не решались, ограничиваясь обстрелами из засад, но небольшим группам разведчиков, действовавшим на некотором отдалении от основных сил, на первых порах пришлось тяжело. Ковпак распорядился увеличить численность разведгрупп до 20-25 человек и выделить им по два пулемёта, что помогло решить проблему. При прочёсывании леса было уничтожено до 15 националистов и ещё 30 захвачены в плен.
В ночь с 24 на 25 июня ковпаковцы перешли железную дорогу Ровно — Сарны у станции Каменная Гора и к утру вышли на берег Горыни у села Корчин, где натолкнулись на курень Полесской сечи под командованием Гонты. Заняв оборону в селе Звизджо на левом берегу реки, бульбовцы отказались пропустить советских партизан. Ковпак приказал выдвинуть на берег артиллерию и открыть огонь по селу, однако этому воспротивился Руднев, предложивший решить дело мирным путём. Между командиром и комиссаром произошла крупная ссора. Руднева поддержало большинство партизан, и Ковпак вынужден был уступить. К трём часам ночи Гонта согласился дать партизанам дорогу в обмен на освобождение пленных бульбовцев. Остаток ночи ушёл у ковпковцев на строительство наплавного моста. К 7.00 соединение в полном составе переправилось через Горынь и вступило в Цуманские леса.
27 июня на днёвке близ села Берестяное ковпаковцы встретились с отрядом «Победители». Медведев сообщил Ковпаку, что в Ровно и его окрестностях нет крупных воинских подразделений, способных активно противостоять крупному партизанскому соединению. Захваченные разведчиками языки также сообщили, что малочисленные гарнизоны противника имеют приказ вести с партизанами только оборонительные бои. Получив информацию, Ковпак решился покинуть леса и совершить переход в Подолию по степным районам Волыни. Последний день пребывания в Цуманских лесах партизаны отметили диверсионными акциями. В ночь на 29 июня на разных участках железной дороги Ковель — Ровно было пущено под откос 5 эшелонов. К утру ковпаковцы уже были в Малине, в 18 километрах юго-восточнее Луцка. Далее Ковпак двигался на юго-восток, в обход города Дубно, останавливаясь на днёвки в небольших лесах Дубенщины. По пути советским партизанам неоднократно приходилось сталкиваться с отрядами ОУН. Если с бандеровцами удавалось договориться о нейтралитете, то встречи с мельниковцам, как правило, заканчивались боем. 2 июля соединение Ковпака вышло на границу Тарнопольской области, расположившись на южной окраине Кременецкой пущи в районе Шумска.
Появление Ковпака на границе дистрикта Галиция стало полной неожиданностью для оккупационных властей. Раньше они имели дело только с небольшими диверсионными и разведывательными группами советских партизан, борьба с которыми не требовала содержания значительных полицейских сил. Действовавшее в этих местах многочисленное оуновское подполье было занято резнёй польского населения, поэтому железные дороги работали на полную мощность и практически не охранялись. За сутки через Тарнопольский железнодорожный узел в сторону фронта проходило до 40 составов.
Учитывая благоприятную военно-политическую обстановку, Ковпак решил развернуть диверсионную работу на широком фронте. В ночь с 5 на 6 июня партизанами были взорваны 3 железнодорожных моста через Горынь и Горынку длиной 125, 50 и 30 метров. Ночью 8 июня взлетел на воздух стратегически важный 175-метровый железнодорожный мост через Гнезну у Дычкова, а также два моста на шоссе Тарнополь — Волочиск у сёл Смыковцы и Ступки. Тарнопольский гарнизон был поднят по тревоге и начал преследование осуществившего диверсию 4-го батальона, но партизанам удалось скрыться в небольшой роще у села Качановка, где в тот момент располагались основные силы соединения. Подтянув дополнительно полицейский гарнизон из Скалата, в 16.00 противник силами до 300 человек атаковал партизан. Но силы были не равны. Стремительной контратакой ковпаковцы опрокинули вражеские цепи. В бою у Качановки противник потерял 95 человек. Среди убитых был и комендант шуцполиции Тарнополя.
Воспользовавшись ситуацией, партизаны беспрепятственно заняли Скалат. В городе были обнаружены крупные склады с продовольствием, обмундированием и мануфактурой. Большая часть захваченного имущества была роздана населению. Из Скалатского гетто было освобождено около 300 евреев, часть из которых влилась в ряды партизанского соединения. Из добровольцев была сформирована 7-я отдельная рота. В четыре часа утра 9 июля ковпаковцы покинули Скалат и направились к Сатановскому лесу, протянувшемуся на несколько километров вдоль реки Збруч. Перед уходом они взорвали электростанцию, хлебозавод, склад с горючим и все мосты в городе и близлежащих сёлах, вывели из строя оборудование в расположенной неподалёку каменоломне.

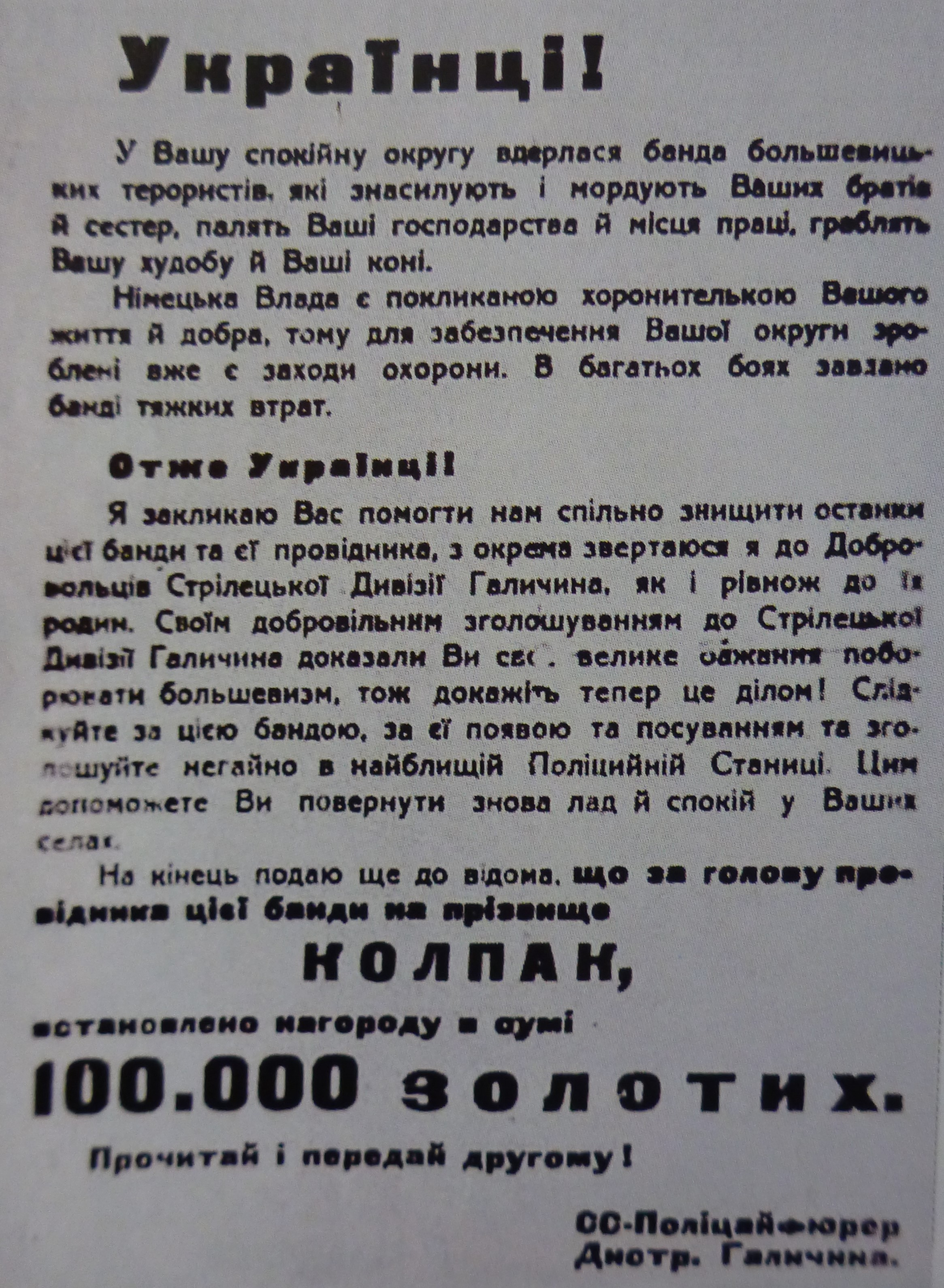
Полицейская листовка Дистрикта Галиция о награде за голову Ковпака

Диверсии Ковпака на коммуникациях Тарнопольского железнодорожного узла вызвали, по выражению профессора Веденеева, «тевтонскую ярость» в Берлине. Через Тарнополь проходил основной путь снабжения группы армий «Юг». В самый разгар Курской битвы немецкому командованию пришлось срочно перестраивать логистику: более 80 эшелонов с техникой, боеприпасами и живой силой пришлось возвращать в Краков, а затем гнать на фронт кружным путём через Румынию и Молдавию. Гиммлер в телеграмме на имя обергруппенфюрера Бах-Зелевского потребовал немедленно уничтожить банду Ковпака, а его самого захватить живым или мёртвым. За голову Ковпака была объявлена награда в 100000 злотых.
Для ликвидации Сумского партизанского соединения противник сформировал группировку общей численностью до 50 000 человек. В её состав вошли 4-й, 6-й, 13-й, 23-й полицейские полки СС, переброшенный из Норвегии 26-й горно-полицейский полк СС, 374-й горнострелковый полк, три венгерских горнострелковых полка, батальон бельгийцев, батальон кавказских добровольцев, части вспомогательной полиции и полевой жандармерии. Командовать операцией было поручено обергруппенфюреру СС Ф. В. Крюгеру, специалисту по антипартизанской борьбе и знатоку Карпат. В распоряжение Крюгера также были выделены 2 самолёта-разведчика и 9 тяжёлых истребителей-бомбардировщиков Ме-110.
Ковпак хорошо понимал, что после диверсий в Галиции немцы не оставят партизан в покое, поэтому торопился. Однако в ночь на 10 июня начался проливной дождь, продолжавшийся без перерыва двое суток. Земля раскисла настолько, что двигаться не могли даже незапряжённые лошади. Погода задержала Ковпака в Сатановском лесу на три дня, что позволило противнику блокировать все пути на запад. Уже 11 июня переброшенный из-под Кракова 4-й полицейский полк СС заняли оборону на Гниле и Збруче от Гусятина до Товсте. Прорываться Ковпак решил у села Раштовцы.
В ночь на 13 июня 1-й и 4-й батальоны атаковали Раштовцы и связали эсэсовцев боем. В это время основные силы соединения благополучно перешли Гнилу по мосту в полукилометре к северу от села. Чтобы наверстать упущенное время, Ковпак распорядился посадить весь личный состав на подводы. Часть имущества партизанам пришлось бросить в Сатановском лесу, но это решение позволило партизанам преодолеть за ночь около 50 километров по плохой дороге и значительно оторваться от противника.
На рассвете соединение остановилось в небольшой роще между сёлами Скоморошье и Звиняч. Из-за редколесья партизанам не удалось должным образом замаскировать место стоянки, что дало возможность немцам нанести прицельный удар с воздуха. Два Ме-110 сбросили на лагерь бомбы, а затем обстреляли его из пушек и пулемётов. В результате налёта несколько партизан погибло. С этого дня немецкая авиация неотступно преследовала ковпаковцев, сильно осложнив им жизнь. И хотя за два ночных перехода партизаны преодолели почти 90 километров, опередить противника на пути к Днестру Ковпаку не удалось. Немцы успели укрепиться по правому берегу реки, надёжно перекрыв партизанам путь к Биткувским нефтяным промыслам. Захватить мост у Галича ковпаковцы не смогли. Пришлось искать другой путь. В ночь на 16 июля кавалерийский эскадрон Лёнкина совместно с ротой Карпенко овладел мостом через Днестр у села Сивка, и к пяти часам утра соединение в полном составе переправилось на правый берег.
Отступление от начального плана вызвало новые трудности. Теперь Ковпаку было необходимо форсировать ещё и горную Ломницу со стремительным течением. Мосты на реке отсутствовали, а пригодные для переправы обоза броды у сёл Блюдники и Медыня уже были заняты врагом. Весь день, до самой темноты, противник непрерывно бомбил с воздуха и обстреливал артиллерией лес, в котором расположилось соединение Ковпака. В десять часов вечера 16 июля партизаны пошли на прорыв. Ковпак рассчитывал захватить хотя бы один из бродов, поэтому штурмовые батальоны атаковали позиции противника одновременно у Блюдников и Медыни. Однако после четырёхчасового боя они не смогли выполнить поставленную боевую задачу. Исход сражения на Ломнице решили героические действия 3-й, 6-й, 9-й и 13-й рот, которые скрытно от противника по горло в ледяной воде перешли реку у села Темировцы и стремительным ударом вдоль реки очистили берег на расстояние до 10 километров. В три часа ночи соединение переправилось через Ломицу и ушло в Чёрный лес. Во время переправы из-за сильного течения партизаны потеряли почти всех овец, которые должны были составить основу рациона питания в Карпатах.
Чтобы закрыть Ковпаку дорогу к Биткувским нефтяным промыслам, немцы спешно перебросили в Рассульну 4-й полицейский полк СС, ранее уже потрёпанный ковпаковцами на Гниле. Но остановить партизан он не смог. В ночь на 19 июля ковпаковцы разгромили эсэсовцев, уничтожив до 300 вражеских солдат и офицеров, и захватили штаб полка. В 3 часа ночи Ковпак с боем взял Солотвин, а к утру был в Маняве, за которой начиналась дорога в Карпаты. В Маняве партизаны взорвали 4 нефтевышки, сожгли нефтеперегонный завод и 60 тонн нефти и бензина. С рассветом начался подъём в горы. На склонах Погара партизан атаковала вражеская авиация. В результате бомбардировки 5 человек было убито, 23 — ранено. Погибло более 100 лошадей.

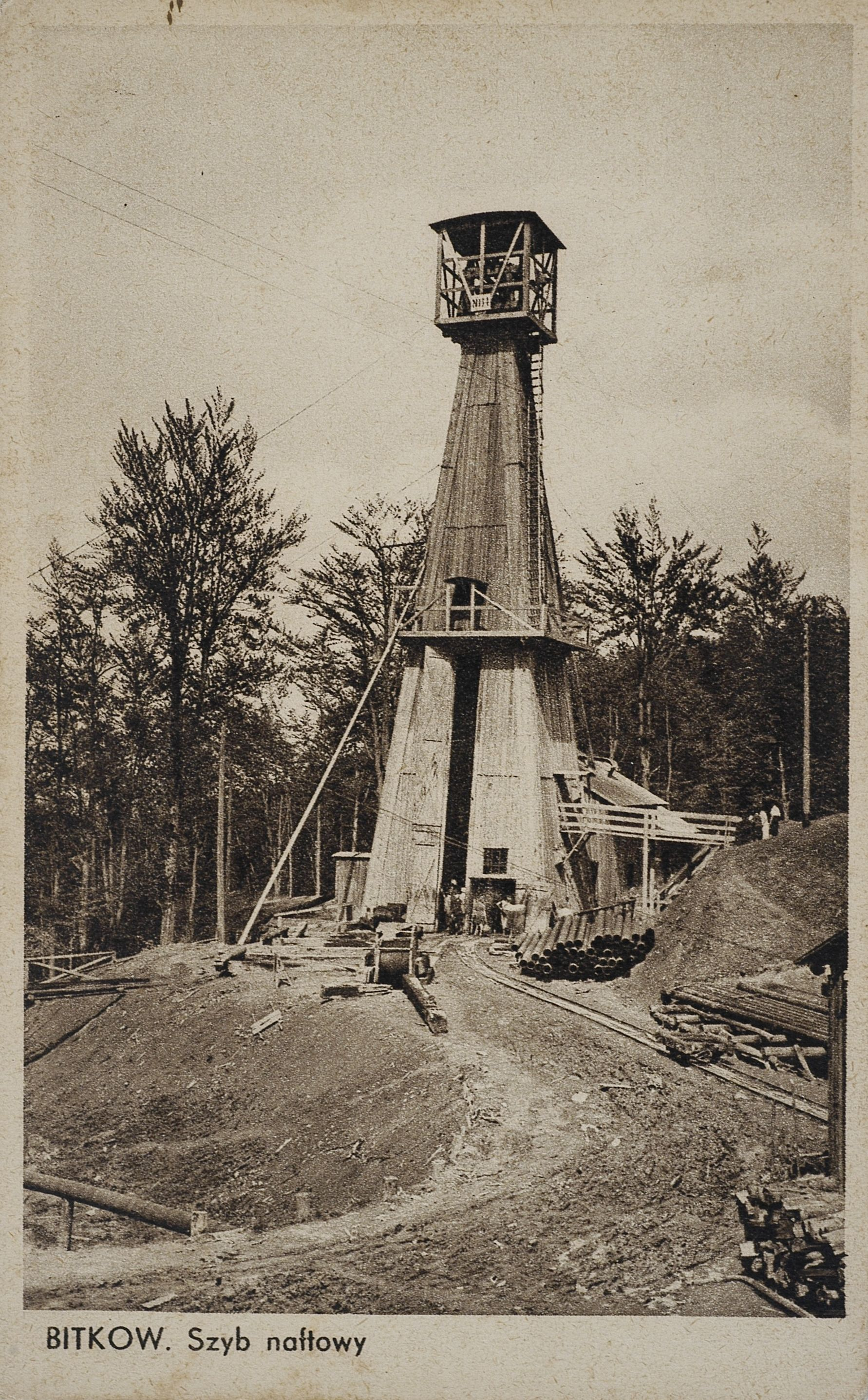
Нефтяная вышка в Биткуве

В ночь на 20 июля группы подрывников, усиленные автоматчиками, ушли на Биткувское плато. Как вспоминал сам Ковпак: «Пламя пожаров озарило склоны Карпатских гор… ночью было светло как днём, а от горящей нефти стоял кругом такой треск, воздух так дрожал, что не было слышно гула моторов немецких самолётов, не дававших нам покоя даже ночью». И хотя из-за быстрой переброски немецких войск в район промыслов довести дело до конца не удалось, ущерб врагу был нанесён значительный: в период с 20 по 24 июля взорвано до 40 нефтяных вышек, 13 нефтехранилищ, озокеритный и три нефтеперегонных завода, две нефтеперекачивающих станции и химическая лаборатория. Особенно сильный урон был нанесён нефтепромыслу у села Яблонька. Он не был обозначен на карте, и ковпаковцы о нём не знали. На него случайно наткнулся отставший после боя за Рассульню батальон Матющенко. Охрана при появлении партизан разбежалась, и польский инженер указал подрывникам наиболее значимое для добычи нефти оборудование. Были уничтожены все нефтевышки, насосы, помпы, моторы, бак для переработки нефти вместимостью 750 тонн и, главное, взорван нефтепровод, тянувшийся от нефтепромысла к железной дороге. Через повреждённую трубу из подземных нефтехранилищ в Быстрицу Солотвинскую было слито 50 тысяч тонн переработанной нефти.
Тем временем основные силы партизанского соединения спустились с Погара и по узкой долине вышли к реке Быстрица Надворнянская в районе села Соколовица. Здесь Ковпак планировал дождаться возвращения диверсионных групп, но противник быстро перебросил крупные силы в Пасечну. 2-й батальон Кульбаки не сумел удержать переправу через реку, чем поставил соединение в сложное положение. Пришлось спешно сниматься с места и отступать долиной Быстрицы в горы. Днём 21 июля ковпаковцы заняли оборону на рубеже Зелёна — Черник.
Уже первые дни пребывания в Карпатах показали всю неподготовленность партизан к боевым действиям в горных условиях. Имевшиеся на вооружении ковпаковцев фурманки оказались непригодными для перемещения по горным тропам. Во время спуска с Погара из-за поломки ступиц несколько подвод с боеприпасами упали в пропасть. Пришлось срочно переделывать фурманки в двуколки, раненых переложить на носилки, а грузы упаковывать во вьюки. Много хлопот было и с лошадьми. На каменистой почве их ноги распухали. Животных пришлось перековывать, подкладывая между копытами и подковами куски шинельного сукна. Ещё одной большой проблемой стала обувь. Не предназначенные для длительных переходов в горах сапоги и ботинки быстро приходили в негодность. Как отметил сам Ковпак, к моменту, когда соединение вырвалось с гор, до 60 % бойцов вынуждены были воевать в обмотках.
Начиная с двадцатых чисел июля в дневнике Ковпака регулярно появляются записи о голоде среди партизан. Собственные продовольственные запасы они исчерпали уже к 23 июля. Пришлось воровать овец у гуцулов, что вызвало враждебность со стороны местного населения. Пастухи-гуцулы стали охотиться на партизан «как на медведей». Впрочем, отношение местных жителей к ковпаковцам скоро начало меняться. Чтобы лишить партизан доступа к продовольственным ресурсам, Крюгер распорядился отобрать у гуцулов весь скот, а отары на дальних пастбищах (полонинах) уничтожать с воздуха. С этого времени гуцулы стали помогать советским партизанам продуктами питания и часто выступали в качестве проводников.
Пока Ковпак в Зелёной готовился к новому горному переходу, противник стянул крупные силы в Надворную, Делятин, Дору и Яремчу. Вражеские горнострелковые подразделения заняли господствующие высоты вблизи лагеря партизан. Однако Крюгер не предпринимал активных действий против Ковпака. Из показаний захваченного в плен офицера связи группы Крюгера стали известны первоначальные замыслы противника. Загнав Ковпака в горы и отрезав его от источников продовольствия, немецкий генерал планировал измором и непрерывными бомбардировками заставить партизан сложить оружие. Но в его планы вмешался Гиммлер, лично прибывший в начале июля во Львов для координации антипартизанской операции. Гиммлер дал обещание Гитлеру в кратчайшие сроки уничтожить банду Ковпака. Уступая его давлению, Крюгер вынужден был начать наступление против партизан в невыгодных для немцев условиях. 25 июля 13-й полк СС атаковал позиции партизан у Зелёной, но попал в огневой мешок и вынужден был отступить с большими потерями. Тем же днём Ковпак, используя тактику блуждающих засад, нанёс поражение 26-му полку СС, а на следующий день разгромил 24-й полк СС. В этих боях эсэсовские полки потеряли убитыми и ранеными до половины личного состава.
Непрерывными бомбёжками и непрекращающимися атаками Крюгер всё же вынудил Ковпака отступить дальше в горы. Партизаны двинулись на юго-восток вдоль хребта Горганы на Поляницу и Татарув. Однако противник успел перебросить в район Поляницы 13-й, 14-й и 23-й полки СС, 3 венгерских пехотных полка и части пограничной охраны. Прорвать вражескую оборону партизанам не удалось. 29 июля в лесу у Поляницы состоялось совещание партизанского штаба, на котором было принято решение о прекращении рейда. Итогом совещания стал окончательный разрыв отношений между Рудневым и Ковпаком и фактическое отстранение последнего от командования соединением. Пётр Кульбака вспоминал, что с этого момента у партизан не было единого руководства боевыми операциями.

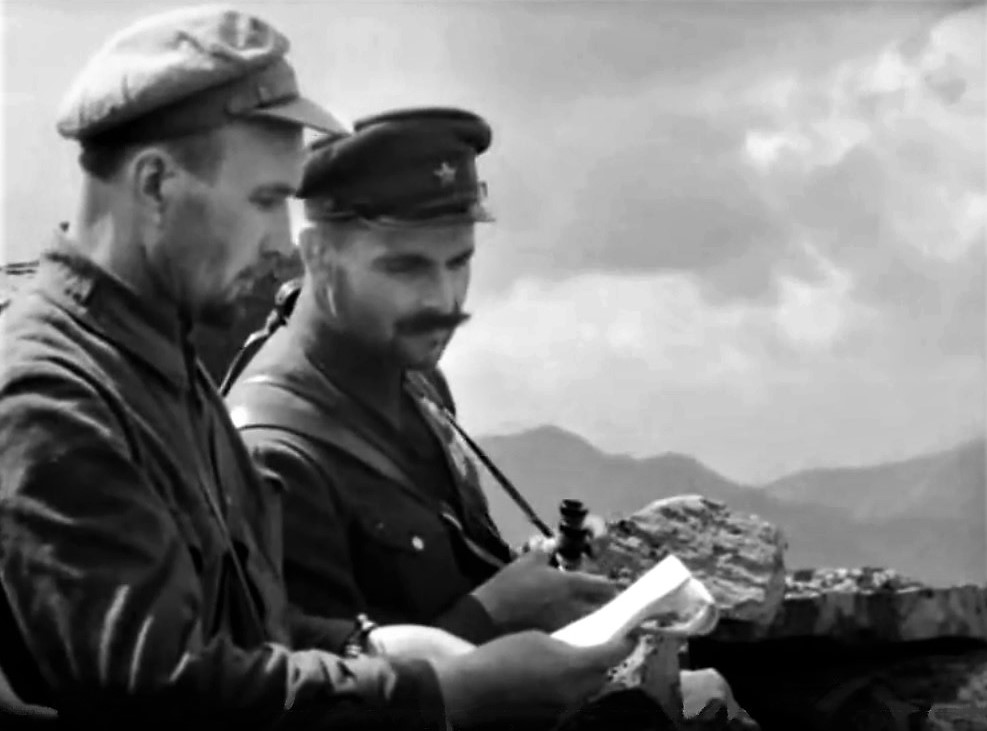
Начальник штаба Г. Я. Базыма и комиссар С. В. Руднев. Карпаты. Июль 1943 года

Согласно воспоминаниям Бережного, разговоры о необходимости прекращения похода начались ещё во время стоянки партизан в Зелёной. Их инициатором был Кульбака, но он был далеко не одинок в этом мнении. После тяжёлых боёв в долине Быстрицы Руднев и Базыма также предлагали Ковпаку как вариант дальнейших действий прорыв на Делятин с последующим выходом на равнину. Но Ковпак принял решение идти на Поляницу. Вершигора, не посвящённый в истинные цели рейда, назвал это решение самым неподходящим вариантом, а во время перехода позволял себе критику в адрес командира. Сам Вершигора признавался, что обсуждал вопрос о прекращении похода с Рудневым ещё до начала совещания.
После совещания Ковпак отдал приказ уничтожить тяжёлое вооружение «поскрипывая зубами». Испытывая особую привязанность к артиллерии и протащив её, несмотря ни на какие трудности, через горы от Манявы до Поляницы, командир соединения вряд ли пошёл на этот шаг добровольно. Согласно воспоминаниям Бакрадзе, инициатива взорвать пушки и миномёты исходила от Руднева, считавшего их ненужной обузой. Вместе с партизанской артиллерией по приказу комиссара в лесу были оставлены все повозки и часть имущества, которое нельзя было унести на руках.
Перевалив через хребет Яворник в ночь на 30 июля, ковпаковцы по долине реки Зеленица продвинулись на север и ночью 31 июля заняли полонину Щивка, где были окружены частями 26-го полка СС. В течение двух дней противник пытался сбросить партизан с высоты, но безуспешно. Не сумев сломить сопротивление ковпаковцев, немцы решились применить химическое оружие. Утром 3 августа немецкая авиация сбросила на Щивку бомбы с боевым отравляющим веществом, но удар пришёлся в пустоту. Накануне ночью партизаны скрытно оставили Щивку и перебазировались на гору Вовтарова, где начали подготовку к прорыву через Делятин.
По данным разведки в Делятине располагался штаб генерала Крюгера и сильный гарнизон. В городе царило абсолютное спокойствие, так как немцы были уверены, что партизаны окружены и почти уничтожены в горах. Ситуация позволяла рассчитывать на эффект неожиданности, поэтому комиссар Руднев выбрал направлением удара Делятин. Ковпак в разработке плана по штурму Делятина участия не принимал, командовал операцией Руднев.
Для штурма Делятина были сформированы две ударные группы. Первая в составе первого и третьего батальонов, под командованием Вершигоры должна была овладеть северной частью города, взорвать мосты на железных и шоссейных дорогах Делятин — Надворная, Делятин — Коломыя, а также захватить мост через Прут и село Заречье. Второй группе в составе двух батальонов под общим командованием Кульбаки необходимо было овладеть железнодорожной станцией и южной частью города, взрывать мосты на железной и шоссейной дорогах из Делятина на Яремчу, а затем продвинуться на Заречье и далее на Ославы Белые. Ковпак командовал резервом, состоявшим из роты Брайко и оставшихся без орудий артиллеристов, и должен был обеспечить проход через Делятин тыловых подразделений и санчасти.
Руднев понимал, что наличие хороших шоссейных дорог позволит противнику быстро подтянуть к Делятину резервы, поэтому операцию необходимо было завершить до рассвета. В два часа ночи 4 августа партизаны начали штурм города, завершившийся полным разгромом вражеского гарнизона. Было уничтожено более 500 немецких солдат и офицеров, 1 танк, 1 бронемашина и 85 автомобилей, взорвано 3 железнодорожных моста длиной 410 метров, 4 шоссейных моста длиной 250 метров, железнодорожный эшелон, 1 паровоз и 45 вагонов, разрушена железнодорожная станция, где уничтожено всё путевое хозяйство. Крюгер бежал, не успев даже надеть брюки, и до вечера прятался в выгребной яме в Заречье. Однако дальше всё пошло не по плану. Изголодавшиеся партизаны вместо того, чтобы быстро покинуть город, бросились грабить продуктовые магазины и склады, а наевшись, многие засыпали прямо на улице. В результате последняя группа партизан покинула Делятин только к 10 часам утра. Руднев, вместо того, чтобы навести порядок, лично возглавил авангард и выдвинулся в направлении Олавы Белой, где ввязался во встречный бой с подошедшим на помощь делятинскому гарнизону 273-м горнострелковым полком. Попав в окружение, Руднев просил подкрепления, но помочь ему было некому. Оставшись без командира, партизанские батальоны рассыпались на отдельные группы, которые вели бой с превосходящими силами противника сами по себе. На поле боя у Заречья царил хаос. «Мы пытались прорваться на север или восток, роты бросались в атаки, вступали в рукопашные схватки, но сил наших не хватало, и при всём стремлении вперёд партизаны вынуждены были отходить к Пруту. В этом встречном бою, разыгравшемся на шоссе и возле него, на сопках, среди горящих машин, в которых рвались боеприпасы, нельзя было разобраться, где немцы, где партизаны, кто кого атакует — всё перемешалось». Так описывал картину происходящего Ковпак. Он с опозданием получил просьбу Руднева о помощи и отправил к нему на выручку роту Брайко, но последний не выполнил поставленную боевую задачу. Комиссар Руднев погиб.

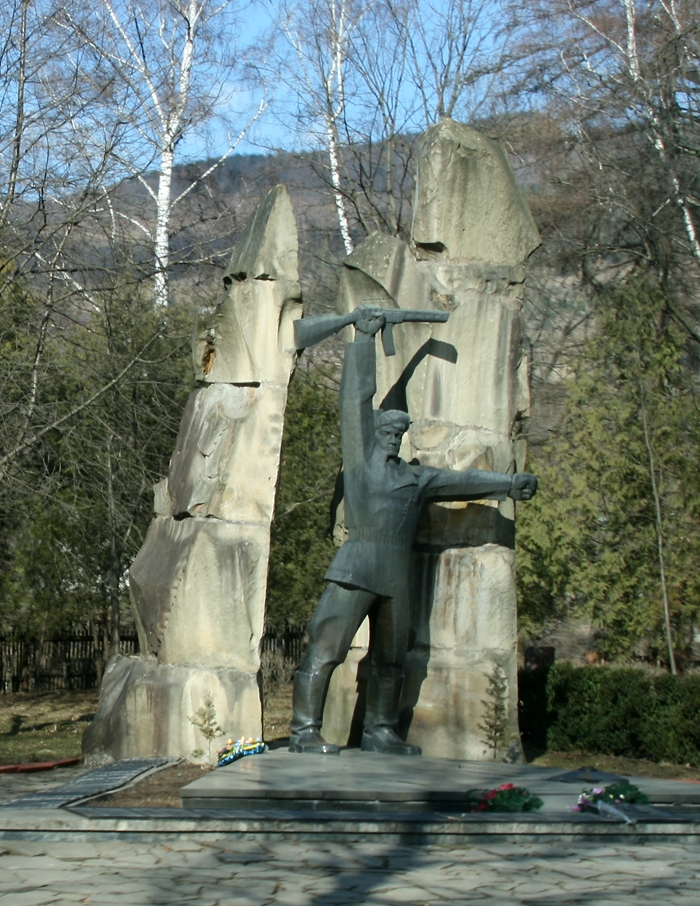
Памятник советским партизанам-ковпаковцам в Яремче

Потеряв в бою под Делятином 72 бойцов и командиров, партизаны к вечеру 4 августа отступили в лес за реку Ославку и укрепились на холмах к югу от села Ланчин. К этому времени в составе соединения насчитывалось 1400 человек, в том числе 200 раненых. Несмотря на успешный захват Делятина, решить главную задачу — вырваться из окружения, ковпаковцы не смогли и оказались в ещё более плотном кольце. В этих условиях Ковпак и Вершигора приняли решение разделить соединение на шесть групп с правом самостоятельных действий. Согласно приказу № 406 от 5 августа 1943 года группы возвращались в Карпаты для дальнейшего выполнения задач, поставленных Верховным главнокомандующим и штабом УШПД. Местом сбора соединения был определён район высот Щивка, Лазак, Аршечна, куда все группы должны были выйти к 14 августа.
По воспоминаниям Ковпака рядовые партизаны были удручены необходимостью снова возвращаться в горы, но вынуждены были подчиниться приказу. Оставив раненых на попечение двух украинских крестьян в лесу у села Княждвор, в ночь 6 августа все группы успешно просочились через кордоны врага и ушли в Карпаты. Но фактически этот манёвр превратился в отступление в Полесье. На десятый день непрерывного маневрирования в горах, в условиях постоянных боёв с немецкими заслонами и неудачными попытками оторваться от преследования, терзаемые голодом, партизаны так и не смогли соединиться. К тому же Ковпак получил ранение в ногу. 15 августа командир соединения отдал окончательный приказ о прекращении рейда и возвращении в Полесье. Новой точкой сбора партизан был обозначен хутор Конотоп близ села Глушковичи.
Выход Сумского партизанского соединения с Карпатских гор осуществлялся на широком фронте через территории Станиславской, Тарнопольской, Каменец-Подольской и Львовской областей. В конце сентября 1943 года все 6 групп, а также обоз с ранеными, из которого была сформирована 7 группа, вернулись в Полесье. Вместе с партизанами вернулся из похода и единственный уцелевший конь по кличке Орлик, принадлежавший комиссару Рудневу. Согласно записям В. Войцеховича из Карпатского рейда вышло 1047 человек. Таким образов, в период с 12 июня по 30 сентября 1943 года потери Сумского партизанского соединения составили около 600 бойцов и командиров. Противник за тот же период в боях с партизанами потерял, согласно отчёту Ковпака, 3360 солдат и офицеров. В том же отчёте Ковпак обозначил датой окончания Карпатского рейда 1 октября 1943 года.
Сам Ковпак считал Карпатский рейд неудачным и опасался, что его накажут. Однако советское командование высоко оценило итоги рейда, несмотря на то, что его главные цели не были достигнуты. Н. С. Хрущёв назвал его «самым сокрушающим и маршевым рейдом из всех рейдов, которые совершали партизаны Украины». Указом Президиума Верховного Совета СССР от 4 января 1944 года генерал-майор С. А. Ковпак был награждён второй медалью «Золотая Звезда».

### Окончание партизанской деятельности
К началу ноября 1943 года Ковпак полностью восстановил численность и боеспособность соединения, что позволило партизанам перейти к активным действиям. К этому времени Красная армия прочно закрепила плацдармы на правом берегу Днепра. 6 ноября был освобождён Киев. Пытаясь отбросить советские войска за Днепр, противник перебрасывал на Правобережную Украину резервы. Одновременно по приказу Гиммлера полицейфюрер Украины обергруппенфюрер СС Г. А. Прютцман начал эвакуацию имущества из прифронтовых районов. В этих условиях железная дорога Сарны — Коростень приобрела для немецкого командования жизненно важное значение. Для обеспечения безопасности движения противник усилил охрану железной дороги и вырубил на глубину 100 метров лес по обе стороны от полотна. По перегону курсировал бронепоезд, а на станции Олевск на постоянной основе находился восстановительный поезд.
Под утро 15 ноября партизаны основными силами атаковали станцию Олевск. Одновременно был нанесён вспомогательный удар по соседней станции Сновидовичи. Помимо ковпаковцев в операции участвовал Олевский партизанский отряд К. Л. Федчука, а также городское подполье. В результате налёта на станции Олевск было уничтожено четыре паровоза, двести шестьдесят один вагон, пятьдесят тонн бензина, пять вагонов пороха, тысяча тонн авиабомб, снарядов и патронов, пятьдесят девять вагонов обмундирования, а также большое количество автомашин, продовольствия и другого имущества, убито 172 вражеских солдата из батальона охраны станции, захвачено в плен 32 полицейских. Взрывы на станции продолжались четыре часа, всё путевое хозяйство было уничтожено. Одновременно была захвачена станция Сновидовичи. В обе стороны от неё партизаны разобрали 730 погонных метров железнодорожного пути. Противник оперативно перебросил к месту диверсии крупные силы пехоты, подогнал бронепоезд. Но партизаны, организовав вдоль полотна баррикады, в течение двух дней оказывали упорное сопротивление, не давая немцам восстановить железную дорогу. Лишь к вечеру 17 ноября из-за нехватки боеприпасов они вынужденно отошли в лес. Выручил ковпаковцев 2-й Молдавский партизанский отряд, который поделился с ними патронами. Через день Ковпак вернулся на железную дорогу и вновь вывел её из строя, на этот раз окончательно.
Олевская операция стала последней крупной операцией Ковпака на посту командира Сумского партизанского соединения. Но до отъезда на Большую землю он успел осуществить ещё одно значимое военно-административное мероприятие. Пользуясь правами члена подпольного ЦК КП(б)У, 29 ноября он объявил мобилизацию на подконтрольных партизанам территориях Олевского и Ракитянского районов. Призыву подлежали мужчины в возрасте от 19 до 43 лет, не принимавшие участие в партизанском движении. Призывной пункт разместился на хуторе Млынок. Здесь же был организован учебно-тренировочный лагерь для новобранцев. К середине декабря Ковпак подготовил 1500 бойцов, которые на партизанских подводах были переброшены в Овруч и влились в состав регулярных частей Красной армии.
18 декабря 1943 года Ковпак был вызван в Киев, куда незадолго до этого из Москвы переехал Украинский штаб партизанского движения. К этому времени сплошная линия фронта от Мозыря до Житомира существовала только на бумаге. Между Овручем и Коростенем в немецкой обороне образовалась большая брешь, которую партизаны окрестили «партизанскими воротами». Через эти ворота Ковпак 19 декабря выехал на Большую землю. До Овруча добирался на лошадях, от Овруча до Киева ехал в машине вместе с Сабуровым. В Полесье Ковпак уже не вернулся. 24 декабря 1943 года приказом УШПД новым командиром Сумского партизанского соединения, вскоре преобразованного в 1-ю Украинскую партизанскую дивизию имени дважды Героя Советского Союза С. А. Ковпака, был назначен П. П. Вершигора.
Всего за годы войны Сумское партизанское соединение под командованием Сидора Ковпака прошло с боями по тылам немецко-фашистских войск более 10 тысяч километров, разгромило гарнизоны противника в 39 населённых пунктах, пустило под откос 62 железнодорожных эшелона, взорвало 256 мостов, уничтожило 96 складов, 500 автомашин, 20 танков и бронемашин. Рейды Сидора Ковпака сыграли большую роль в развёртывании партизанского движения против немецких оккупантов. К середине декабря 1943 года численность соединения Ковпака составила 2500 бойцов и командиров. Авторитет Ковпака среди украинских партизан был очень высок. В письме Хрущёву от 6 января 1944 года М. И. Наумов предлагал назначить его начальником филиала УШПД на Правобережной Украине как человека, способного активизировать партизанскую борьбу в тылу врага. Однако это предложение не было принято руководством УШПД.

### На государственной службе
Официальными причинами отстранения Ковпака от командования Сумским партизанским соединением послужили его преклонный возраст, состояние здоровья, а также потребность в кадрах для налаживания мирной жизни на освобождённых территориях Украинской ССР. Однако некоторые специалисты не без оснований считают, что одной из главных причин снятия Ковпака с должности могла стать допущенная им некоторая лояльность по отношению к бандеровскому подполью. Сумским партизанам вновь предстояло совершить рейд на Западную Украину и начать бескомпромиссную борьбу с отрядами Украинской повстанческой армии, и в УШПД могли опасаться, что неуступчивый и своевольный командир мог стать помехой при решении этих задач. Тем не менее, Ковпак действительно несколько месяцев провёл в госпиталях и санаториях. Только 11 ноября 1944 года он получил назначение на должность члена Верховного суда Украинской ССР, которую занимал до марта 1947 года. Отсутствие юридического образования Ковпак компенсировал огромным жизненным опытом, практическим чутьём и великолепным пониманием людей. Периодически вступал в споры с Председателем Верховного суда УССР К. Т. Топчим. Иногда авторитет Ковпака позволял ему добиваться пересмотра решений нижестоящих судебных инстанций, принятых по букве закона, но не по справедливости.
С 10 февраля 1946 года по 11 декабря 1967 года Сидор Ковпак ― депутат Верховного Совета СССР 2―7 созывов. С 9 февраля 1947 года по 11 декабря 1967 года ― депутат Верховного Совета Украинской ССР 2―7 созывов и одновременно до 11 апреля 1967 года заместитель Председателя Верховного Совета УССР. В апреле 1967 года избран в Президиум Верховного Совета УССР.
В рамках полномочий депутата Верховных Советов СССР и УССР Ковпак большое внимание уделял социально-экономическому развитию Кролевецкого, Глуховского и Путивльского районов Украины. При его содействии в Кролевце был построен жилой квартал и Дом культуры, в Путивле — асфальтовый завод, новая электростанция и крытый рынок. Асфальтированная дорога связала Путивль и Глухов, в самом Глухове заасфальтированы улицы.
Член РКП(б)/ВКП(б)/КПСС с 1919 года Сидор Ковпак избирался делегатом XIX—XXIII съездов Коммунистической партии Советского Союза.

Могила С. А. Ковпака на Байковом кладбище в Киеве

В послевоенные годы Ковпак также стал известен на литературном поприще. Первая его повесть «Поход в Карпаты», ставшая своеобразным отчётом о Карпатском рейде для широкого круга читателей, была издана в 1944 году. В дальнейшем он опубликовал ещё 6 книг, которые неоднократно переиздавались на русском и украинском языках.
Ковпак активно участвовал в обществено-политической жизни страны. Выступал на различных мероприятиях, собраниях и митингах, в том числе за границей. На протяжении десяти лет возглавлял Украинское отделение Общества советско-чехословацкой дружбы. Был членом редколлегии трёхтомника «Украинская ССР в Великой Отечественной войне 1941—1945 гг.».
Жил в Киеве по адресам: с 1944 по 1960 год на улице Чапаева, дом 14, с 1960 по 1967 год на Липской улице, дом 12/5. Умер от рака лёгких 11 декабря 1967 года на 81 году жизни. 13 декабря с воинскими почестями похоронен на Байковом кладбище. Могила Ковпака Постановлением кабинета министров Украины от 3 сентября 2009 года № 928 внесена в реестр памятников культурного наследия Украины.

## Личная жизнь
Сидор Ковпак официально был женат дважды. В первый брак он вступил довольно поздно, где-то между 1923 и 1926 годами. Его избранницу звали Екатериной Ефимовной. Она имела сына от первого брака, который стал военным лётчиком и погиб во время Великой Отечественной войны. Они познакомились ещё во время Гражданской войны. Екатерина Ефимовна воевала в Котелевском партизанском отряде под началом Ковпака.
По воспоминаниям Сидора Артемьевича, жена имела суровый нрав и была очень ревнива. Из их совместной жизни Сидор Артемьевич часто вспоминал случай, произошедший во время его работы в Павлограде. В этот период Ковпак увлекался театральной самодеятельностью и посещал драматический кружок при местном клубе. Кружковцы ставили на сцене какой-то легкомысленный водевиль, в котором Ковпаку досталась роль бабника. Сидор Артемьевич так вжился в образ, что на премьерном показе неоднократно удостаивался бурных аплодисментов. Однако Екатерина Ефимовна, присутствовавшая на премьере, не оценила его талант. Дома ревнивая супруга отходила мужа ухватом, поставив крест на его актёрской карьере. Своё повествование Ковпак заканчивал предположением, что, возможно, быть бы ему настоящим артистом, «як би не рогач». Рассказ Ковпака с его согласия был опубликован в журнале «Перец».
Перед войной Екатерина Ефимовна работала билетёром в бане. В августе 1941 года Ковпак, не доверяя властям, не стал отправлять жену в эвакуацию, а спрятал у родственников в Котельве, где она пережила оккупацию. Умерла в 1956 году.
Вторая официальная жена Ковпака, Любовь Архиповна, также имела от прежних отношений взрослую дочь Ольгу (Лёлю), к которой Сидор Артемьевич относился как к родной. Кроме того, пара усыновила из детского дома мальчика по имени Василий, но он умер в молодом возрасте от туберкулёза.

## Награды и звания
СССР
- Дважды Герой Советского Союза:

Генерал-майор С. А. Ковпак в парадном мундире

  - медаль «Золотая Звезда» (№ 708; 18.05.1942)[125];
  - орден Ленина (18.05.1942)[125];
  - медаль «Золотая Звезда» (№ 16; 04.01.1944)[302];
- три ордена Ленина (23.01.1948; 25.05.1957; 25.05.1967)[191];
- орден Красного Знамени (24.12.1942)[330];
- орден Суворова I степени (02.05.1945)[331];
- орден Богдана Хмельницкого I степени (07.08.1944)[332];
- медали:
  - медаль «Партизану Отечественной войны» I степени (04.03.1943)[333];
  - медаль «Партизану Отечественной войны» II степени (05.06.1943)[333];
  - медаль «За победу над Германией в Великой Отечественной войне 1941—1945 гг.» (09.05.1945);
  - медаль «Двадцать лет Победы в Великой Отечественной войне 1941—1945 гг.» (07.05.1965);
  - медаль «За доблестный труд в Великой Отечественной войне 1941—1945 гг.»;
  - медаль «В память 800-летия Москвы»;
  - медаль «В память 250-летия Ленинграда».

Российская империя
- Георгиевский крест III степени[334];
- Георгиевский крест IV степени[334];
- две Георгиевские медали[334].

Польская Народная Республика
- орден «Крест Грюнвальда» III степени[335].

Чехословацкая Социалистическая Республика
- орден Белого льва II степени[335];
- Чехословацкий Военный крест 1939—1945 годов[335];
- медаль «В память 20-летия Словацкого восстания 1944 года»[336].

Венгерская Народная Республика
- Венгерская Партизанская памятная медаль[335].

Италия
- две медали «Гарибальди»[335].

## Образ Ковпака в кино
В 1975 году режиссёр Т. В. Левчук на киностудии им. А. Довженко снял художественный фильм-трилогию о боевом пути партизанской дивизии Ковпака «Дума о Ковпаке» («Набат», «Буран», «Карпаты, Карпаты…»). Роль С. А. Ковпака сыграл Константин Степанков.
В 2011 году телеканалом «Эра» и студией «Патерик-фильм» к празднованию 70-летия партизанского движения на Украине в период Великой Отечественной войны был снят документальный фильм-размышление о Сидоре Артемьевиче Ковпаке «Его звали ДЕД».
В 2012 году Национальной телекомпанией Украины на студии документальных фильмов был снят фильм «Партизанський генерал» (реж. С. Красножон).

## Память

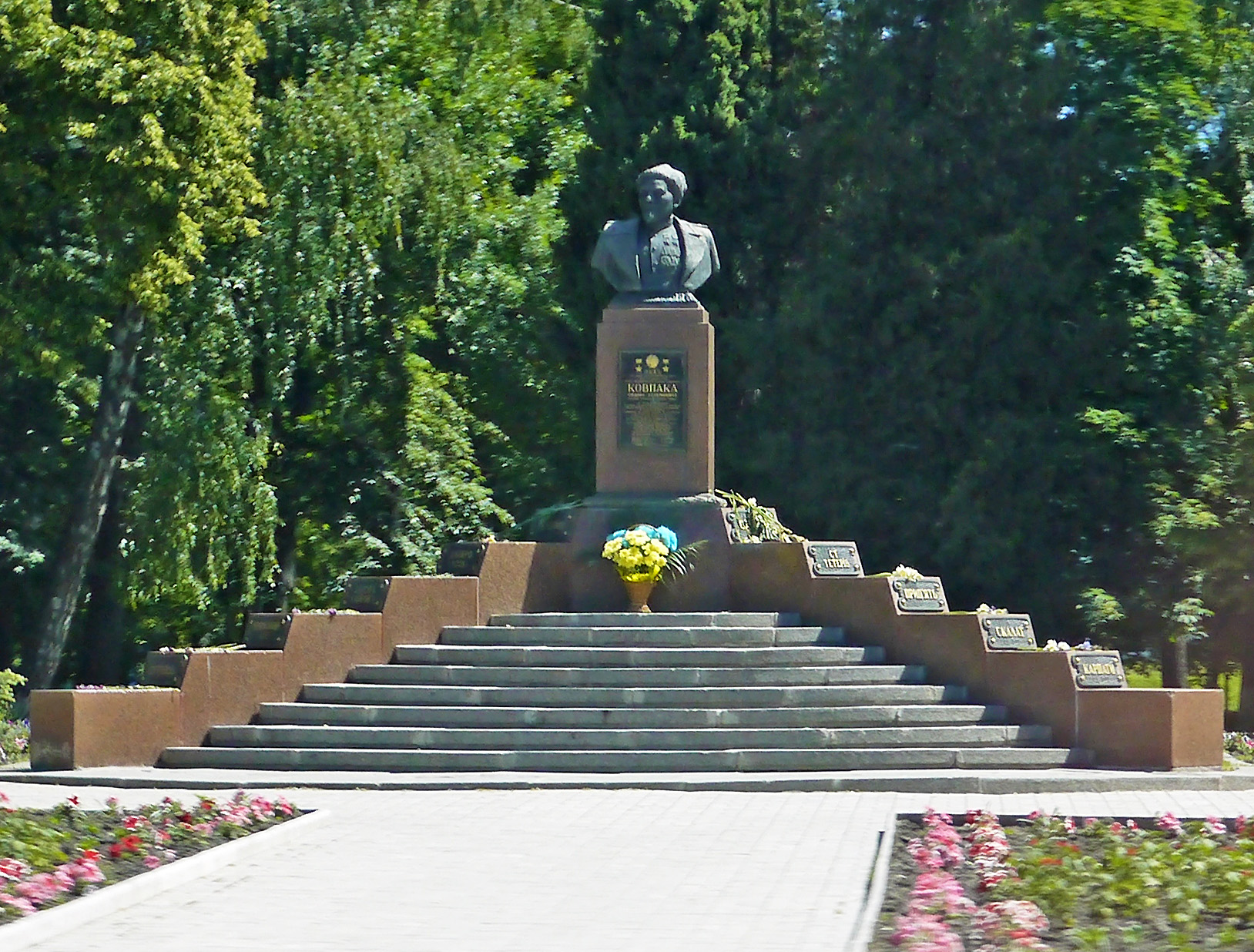
Бюст С. А. Ковпака в Котельве

Увековечение заслуг Сидора Ковпака началось ещё во время Великой Отечественной войны. 23 февраля 1944 года соединение партизанских отрядов Сумской области было переименовано в 1-ю партизанскую дивизию имени С. А. Ковпака.
На малой родине Ковпака, в посёлке Котельва, на основании Указа Президиума Верховного Совета СССР от 4 января 1944 года, в 1948 году установлен бронзовый бюст Героя (скульптор К. Диденко, архитектор А. Колесниченко). Стела в честь С. А. Ковпака установлена в Галерее славы пгт Котельва (ул. Полтавский Шлях). Имя дважды Героя Советского Союза С. А. Ковпака носит Котелевская гимназия № 1. На здании гимназии (Калантаевская улица, 1) установлена табличка с текстом на украинском языке: «В цiй школi в 1900—1904 рр. навчався радянський державний i громадський дiяч легендарний партизанський командир двiчi Герой Радянського Союзу Сидiр Артемович Ковпак». На жилом доме по адресу: улица Николаевская, 230 установлена мраморная доска, утверждающая, что здесь родился и жил с 1887 по 1917 годы С. А. Ковпак. С мая 2007 года в посёлке действует музей Ковпака. К западной окраине Котельвы примыкает Ковпаковский лесопарк, с 1975 года являющийся памятником садово-паркового искусства национального значения. Его основу составляют деревья, посаженные по инициативе и при личном участии Ковпака в мае 1918 года для борьбы с песчаными заносами. На территории лесопарка в память об этих событиях установлен камень с портретом Героя.
В Киеве бюсты С. А. Ковпака установлены в Парке воинской славы (открыт 21 сентября 2013 года, скульпторы А. Шлапак, Е. Карпов, архитектор Л. Малий, демонтирован по решению украинских властей в декабре 2024 года) и у Киевской гимназии восточных языков № 1 (улица Львовская, 25). Мемориальная доска в честь Героя установлена на доме, в котором он жил в 1960—1967 годах (улица Липская, 12/5). Имя С. А. Ковпака носит средняя школа № 111 (улица Здолбуновская, 7Б). В 1969—2016 годах на территории школы был установлен бюст Ковпака работы скульптора В. Сухенко и архитектора С. Тутученко. Демонтирован по решению местных властей в рамках декоммунизации.

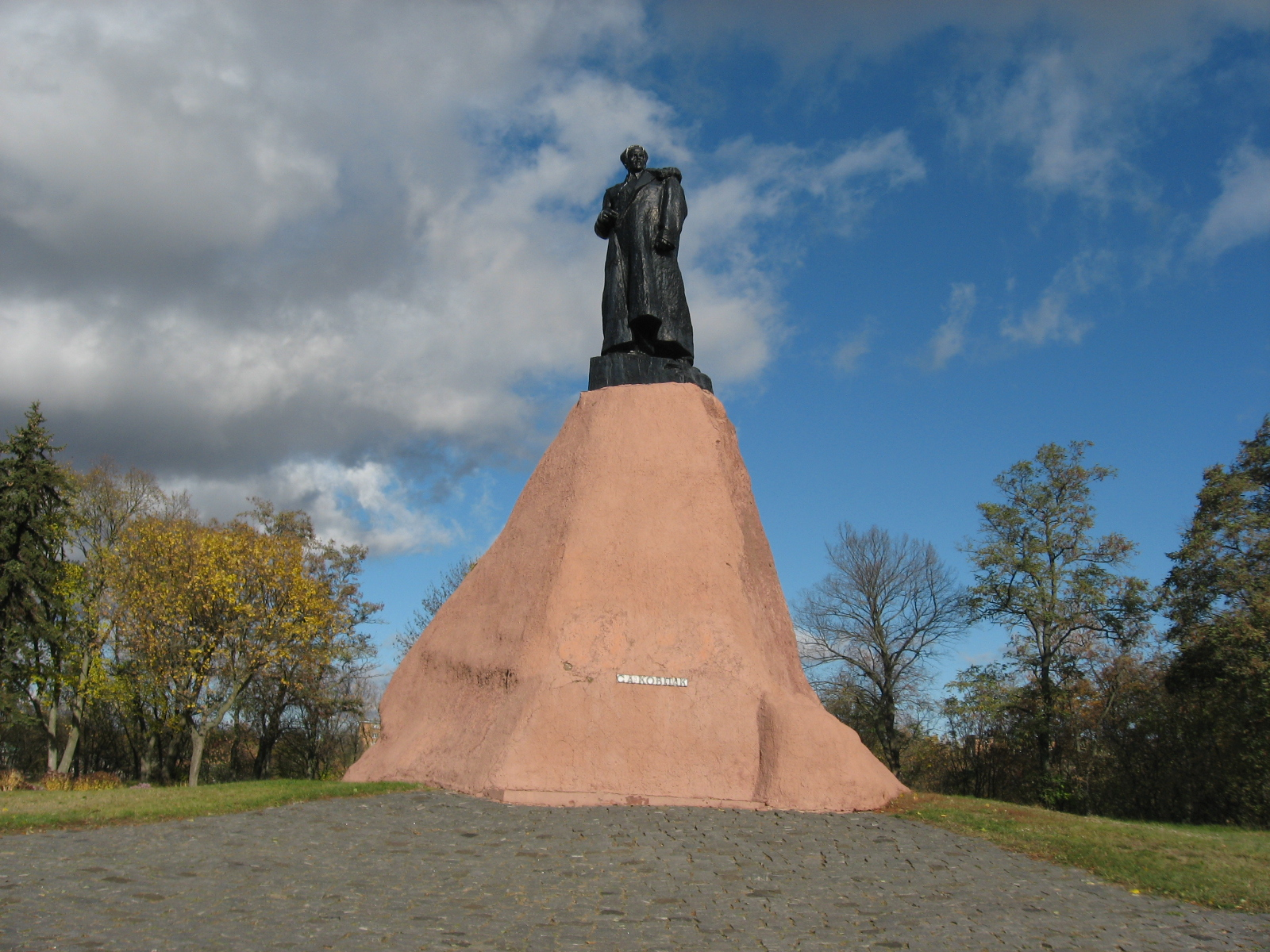
Памятник С. А. Ковпаку в Путивле. Фото Е. Малика. 2015 г.

В Путивле на Никольской горке в 1971 году установлен памятник С. А. Ковпаку (авторы — народный художник СССР М. Г. Лысенко, скульптор В. В. Сухенко, архитекторы С. П. Тутученко, А. Ф. Игнащенко). Мемориальные доски в городе установлены: на здании бывшего Путивльского горисполкома (ул. Кролевецкая, 70), где Ковпак работал в 1940—1941 годах, на здании бывшего Путивльского райдоротдела (ул. Иоанна Путивльского, 9), который Ковпак возглавлял в 1935—1939 годах), и на доме, где он жил с 1939 по 1941 год (ул. Николая Маклакова, 72). В Спадщанском лесу, расположенном в 10 километрах северо-западнее Путивля, с 1956 года функционирует музей партизанской славы. В 1985 году на его территории была открыта Аллея партизанской славы, где, среди прочих, был установлен бюст С. А. Ковпака.
Бюст С. А. Ковпака установлен в Сумах на одноимённой улице, недалеко от Сумского профессионального лицея сферы услуг.
В Глухове с мая 1975 года функционирует Народный музей дважды Героя Советского Союза С. А. Ковпака. Имя Героя носит Глуховский агротехнический институт.
В Саратове, где Сидор Ковпак начал свой боевой путь, на здании бывших трамвайных мастерских (ул. Большая Казачья, корп. 2) установлена мемориальная доска.
Имя дважды Героя Советского Союза С. А. Ковпака также носят проспекты, улицы и переулки:
В России: в городах Кореновск, Нижний Новгород, Новошахтинск, Сальск, Тула, Унеча, Усть-Кут, Хасавюрт, посёлках Берёзовский, Вырица и Красногорский.

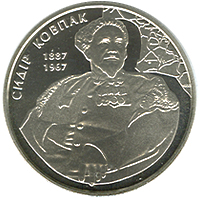
Реверс памятной монеты НБУ Украины

В Беларуси: в городе Наровля, городском посёлке Лельчицы и агрогородке Буйновичи. 
В Казахстане: в посёлке Деркул города Уральска и Усть-Каменогорске.
В Украине в советское время имя Ковпака носили улицы в населённых пунктах по всей территории республики. В процессе декоммунизации, начавшейся в 2014 году, в городах Западной Украины (Тернополе, Хмельницком, Яремче и других) они были переименованы. В то же время в центральных и восточных областях Украины по состоянию на 2022 год по-прежнему существуют улицы Ковпака в Белополье, Бердичеве, Бурыни, Глухове, Запорожье, Киеве, Коростене, Котельве, Кременной, Кролевце, Лебедине, Олевске, Павлограде, Полтаве, Путивле, Сумах, Токмаке, Фастове, Харькове.
8 июня 2012 года Национальным Банком Украины была выпущена памятная монета с изображением Сидора Ковпака.
В Музее битвы за Днепр (городской посёлок Лоев, Беларусь) экспонируются материалы, посвящённые рейду партизан под командованием С. А. Ковпака через территорию Лоевского района в ноябре 1942 года.

## В филателии и филокартии

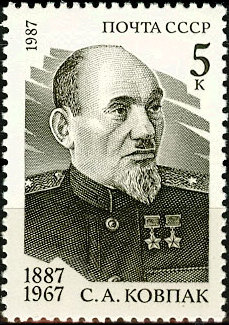
Почтовая марка СССР. 1987 год. Худ. В. Никитин

Образ Сидора Ковпака в том или ином виде неоднократно использовался на различной почтовой продукции. В 1945 году издательством «Мистецтво» была выпущена почтовая открытка с портретом дважды Героя Светского Союза генерал-майора С. А. Ковпака работы художника А. А. Шовкуненко, которая в дальнейшем неоднократно переиздавалась. Позднее были выпущены: 1961 год ― почтовая открытка с репродукцией картины Е. Н. Левина «Партизанское соединение С. Ковпака» (издательство «Советский художник»); 1952 год ― открытое письмо с репродукцией картины М. П. Труфанова «В штабе Ковпака» (издательство «Искусство»); 1970 год ― почтовая открытка «Бюст-монумент дважды Героя Советского Союза генерал-майора С. А. Ковпака» (издательство «Планета», автор не указан), 1970 год ― Ковпак С. А. (издательство «Изобразительное искусство», художник С. Яковлев); 1972 год ― «Путивль. Памятник дважды Герою Советского Союза С. А. Ковпаку» (издательство «Мистецтво», фото Б. Минделя); 1973 год ― «П. Тольятти в перерыве между заседаниями XXII съезда КПСС беседует с дважды Героем Советского Союза С. А. Ковпаком. Москва, 1961 г.» (издательство «Планета», автор фотографии не указан); 1970-е года — «Путивль Сумской области. Памятник дважды Герою Советского Союза С. А. Ковпаку» (издательство «Мистецтво», фото М. Плаксина); 1987 год ― «Путивль Сумской области. Памятник дважды Герою Советского Союза С. А. Ковпаку» (издательство «Мистецтво», фото В. Дяченко).
В 1970-х ― 1980-х годах почтой СССР выпускались художественные маркированные конверты с изображением памятников С. А. Ковпаку: 1972 год — «Путивль. Памятник С. А. Ковпаку» (№ 8559, художник Л. Надточий). Конверт переиздан в 1973 году (№ 9251). 1978 год ― «Котельва. Памятник С. А. Ковпаку» (№ 12578, художник И. Пчелко). 1980 год — «Котельва. Памятник С. А. Ковпаку» (№ 14581, художник И. Филиппов). 1983 год — «Путивль. Памятник С. А. Ковпаку» (№ 16193, художник В. Шатихин).
В 1987 году, к 100-летию С. А. Ковпака, почтой СССР были выпущены почтовая марка № 5841 (художник В. Никитин), художественный маркированный конверт «С. А. Ковпак» (№ 118, художник Н. Мишуров) и конверт первого дня «100 лет со дня рождения С. А. Ковпака» (художник В. Никитин), погашенный специальным штемпелем 7 июня 1987 года.
В 2019 году почтой Донбасса были выпущены почтовая марка № 153 и конверт первого дня № 123, погашенный специальным штемпелем 4 июля 2019 года.
В 2021 году почтой России выпущена почтовая карточка с оригинальной маркой «Штаб Сумского партизанского соединения во главе с С. А. Ковпаком» (№ 129, художник Р. Комса).

## Сочинения
- Ковпак С. А. Поход в Карпаты. — М.: Воениздат, 1944. — 36 с.
- Ковпак С. А. От Путивля до Карпат: Боевой путь украинского партизанского соединения в немецком тылу / Лит. запись Е. Герасимова. — М.: Воениздат, 1945. — 135 с.
- Ковпак С. А. Сталинский рейд / Лит. запись Е. Герасимова. — М.: Воениздат, 1947. — 76 с.
- Ковпак С. А. Героические дела осоавиахимовцев / Лит. запись А. С. Палея. — М.: ДОСААФ, 1956. — 87 с.
- Ковпак С. А. Из дневника партизанских походов / Лит. запись В. А. Неверовича. — М.: ДОСААФ, 1964. — 221 с.
- Ковпак С. А. Солдати малої землi. З щоденника партизанських походiв (укр.) / Літ. запис В. Неверовича. — Київ: Радянський письменник, 1965. — 300 с.
- Ковпак С. А. Партизанскими тропами / Лит. запись А. С. Палея. — М.: Знание, 1965. — 62 с.

Отдельные издания
- Ковпак С. А. Воспоминания, очерки, статьи / Сост. и авт. вступ. ст. В. А. Замлинский. — Киев: Политиздат Украины, 1987. — 386 с.

Издания на иностранных языках
- Kovpak S. A. Les partisans sovietiques (фр.) / Trad. du russe par Boris Metzel. — Paris: La jeune Parque, 1945. — P. 216.
- Kovpak S. A. Cesta partyzánů (чешск.) / Přeložil Miroslav Mervart. — Praha: Svaz pratel SSSR, 1946. — P. 153.
- Kovpak S. A. Pochod partyzánů od Putivlu do Karpat (чешск.) / Přeložil H. Kolovratský a J. M. Hájek. — Praha: Orbis, 1946. — P. 175.
- Kovpak S. A. A Brjanszki erdőtől a Kárpátokig (венг.) / Fordította Goda Gáborne. — Budapest: Új magyar könyvkiadó, 1951. — P. 155.
- Kovpak S. A. Od Putivla po Karpaty (словац.) / prel. E. Majerová; Verše prel. J. Lenko; Il. J. Baláž. — Bratislava: Slovenské nakl. detskej knihy, 1955. — P. 180.

## Комментарии
1. ↑  Согласно официальной биографии. Сам Ковпак также считал себя украинцем, происходившим из запорожских казаков, о чём он, в частности, пишет в книге «От Путивля до Карпат». В то же время в некоторых источниках, преимущественно украинских, приводятся сведения о его цыганском происхождении или, как минимум, о его цыганских корнях. Однако бесспорных доказательств цыганского происхождения Ковпака не существует. Единственным документальным подтверждением для авторов подобных публикаций являются показания попавшего в плен к немцам адъютанта штаба УШПД капитана государственной безопасности А. Д. Русанова, который на допросе рассказал о Ковпаке следующее: «Это шестидесятилетний старик, цыган по национальности, необычайно ловкий и дерзкий. Партизаном он был ещё во времена гражданской войны. До того, судя по его рассказам, торговал лошадьми». В 1953 году оперуполномоченным 1-го Главного управления МВД СССР майором Семёновым по трофейным немецким документам была проведена проверка в отношении А. Д. Русанова на предмет государственной измены, которая установила, что все предоставленные противнику капитаном Русановым сведения о советских партизанах были ложными. Сам Ковпак, по воспоминаниям партизан, откровенно посмеивался над тем, что немцы считают его цыганом.
2. ↑  Ныне Котелевская гимназия № 1 имени С. А. Ковпака.
3. ↑  В некоторых источниках утверждается, что в 1908―1912 году Ковпак служил в «Александровском пехотном полку», что является ошибкой. 418-й Александровский пехотный полк был сформирован только в июне 1915 года.
4. ↑  Долгая дорога Ковпака домой объясняется не только наличием гайдамаков на дорогах. В книге «Из дневника партизанских походов» Сидор Артемьевич признаётся, что некоторое время воевал в отряде анархистов (по его утверждению он пробыл в отряде всего четыре дня, но, скорее всего, гораздо дольше). События, связанные с возвращением в Котельву и началом партизанской деятельности, Ковпак не датирует, однако отмечает, что о Январском восстании в Киеве он узнал ещё в дороге. Таким образом, можно заключить, что его возвращение в Котельву произошло не ранее января 1918 года.
5. ↑  Официально С. А. Ковпак занимал должность начальника штаба. Собственно должность командира отряда в партизанском отряде Ковпака отсутствовала.
6. ↑  В книге «Из дневника партизанских походов» (страница 205) Ковпак датирует окончание «высших курсов командного состава» 1931 годом, что является ошибкой, либо опечаткой. К 1931 году Ковпак на военной службе уже не состоял и был снят с воинского учёта.
7. ↑  Теперь село Хвощовка относится к Севскому району Брянской области
8. ↑  Ныне посёлок Лесничества. Отнесён к категории памятников истории Севского района Брянской области как памятное место, где в декабре 1941 года и марте 1942 года находилось партизанское соединение по командованием Ковпака С. А. (код памятника	3200000617)
9. ↑  Ныне часть села Весёлое Путивльского района.
10. ↑  Цифры, приводимые Ковпаком, сопоставимы с данными командования 2-й венгерской армии, заявившего о 62 убитых и раненых и 90 попавших в плен.
11. ↑  Урочище Вишнёвые Горы находится восточнее села Воргол.
12. ↑  5-я рота тяжёлого оружия имела на вооружении 45-миллиметровую противотанковую пушку и шесть станковых пулемётов, 8-я ― 45-миллиметровое орудие и батальоный миномёт.
13. ↑  В своих воспоминаниях Ковпак датирует захват Лоева 7 ноября, что является лишь попыткой подогнать событие к годовщине Октябрьской революции. То, что Лоев был взят ночью 8 ноября, кроме Бакрадзе, подтверждают также Бережной и Войцехович.
14. ↑  Возможно ковпаковцы столкнулись с командиром Полесской сечи Т. Д. Боровцом, который также был известен под псевдонимом «Гонта».
15. ↑  Когда на докладе у Гитлера 24 августа 1943 года губернатор дистрикта Галиция О. Вехтер назвал сумских партизан бандой Ковпака, Гиммлер поправил его, уважительно назвав соединение Ковпака бригадой регулярных войск Красной армии.
16. ↑  О глубине разрыва между Ковпаком и Рудневым свидетельствует запись, сделанная комиссаром в дневнике 25 июля, после того, как Ковпак принял решение о продолжении похода в горах. Руднев писал: «Ковпак по-прежнему равнодушен не только к полевым и лесным условиям борьбы с противником, а в горах он совсем профан, но как он любит повторять чужие мысли и страшно глуп и хитёр, как хохол, он знает, что ему есть на кого опереться, поэтому он пьет, ходит к бабе, к такой же […], как и сам, спать, а когда приходится круто, то немедленно обращается к Х». С другой стороны, по сообщению секретного агента УШПД в соединении Загорского, Ковпак, узнав в августе о смерти Руднева, был удовлетворён известием, потому что желал его гибели, а в присутствии минёра Терехова сказал: «Одним крохобором меньше».
17. ↑  В рапорте на имя В. И. Сталина Ковпак оценил потери соединения в ходе Карпатского рейда в 228 убитых и 200 пропавших без вести.
18. ↑  По некоторым данным в период с 1944 по 1949 год С. А. Ковпак исключался из ВКП(б) в связи с утратой партбилета. В 1948 году Ковпак организовал поиски документов, зарытых в тайнике в Спадщанском лесу. После их обнаружения был восстановлен в партии.

## Документы
- Указ Президиума Верховного Совета СССР «О присвоении звания Героя Советского Союза т. т. Ковпаку С. А., Копенкину И. И., Сабурову А. Н., Фёдорову А. Ф., особо отличившимся в партизанской борьбе в тылу против немецких захватчиков» // Ведомости Верховного Совета Союза Советских Социалистических Республик : газета. — 1942. — № 20 (179) (5 июня). — С. 1.
- Указ Президиума Верховного Совета СССР «О награждении Героев Советского Союза Ковпака Сидора Артемьевича и Фёдорова Александра Фёдоровича второй медалью «Золотая звезда»» // Ведомости Верховного Совета Союза Советских Социалистических Республик : газета. — 1944. — № 2 (262) (13 января). — С. 1.
- Постановление Верховной Рады Украины о празднование 125-летия со дня рождения дважды Героя Советского Союза, одного из организаторов партизанского движения на Украине в годы Великой Отечественной войны Сидора Артёмовича Ковпака.

## Видеоматериалы
- Документальный фильм-размышление «Его звали ДЕД».